# 蘭斯系列角色列表
本文是關於《蘭斯》系列（Rance）的主要登場人物。
註：下敘的人物事件通常是描述“主線”（亦稱“正史”）劇情。在部分遊戲中有多種路線選擇發展，人物的事蹟命運也可能因此大為不同。

## 主角隊伍

### 蘭斯城
蘭斯（Rance）（聲優：矢尾一樹（OVA、廣播劇、蘭斯03）、小野坂昌也（廣播劇））
本系列的主角，素有「鬼畜戰士」之稱，是個具有能夠拯救世界的英雄資質之極強戰士，但個人並沒有任何自覺（比如經常做出不合理的決定，而在失敗後怪罪別人為什麼沒有阻止自己）。由於他的理念為「殺光全部礙事的男人。與世界第一的好男人的本大爺做愛的女人是非常幸福的」，因此思維與一般人相去甚遠，「被他所救的女性應該以身體作為回報」、「做了壞事的美女必須用身體來接受懲罰」、「難看的女性跟不順眼的惡人必須死」這些論調在他看來都是理所當然的。蘭斯時常過度自信而且以自我為中心，不過並非毫無良心，會善良的對待弱者、小孩，以及女性。他討厭的的東西有三類：虐待或者殺害女性的男人、受女生歡迎的英俊男人、醜陋的女性。
蘭斯不會對年齡太小的少女出手，感興趣的範圍為1X至29歲（對象為人類的時候），但仍有部分例外（如《QUEST》時的香姬），只要可愛漂亮，無論是什麽性格的各種類型的美女都喜歡。他本身並不喜歡強姦行為，最好能在女方願意的情況下交歡，並且爲了做愛付出多大的努力也都願意。但若怎樣努力女方都不願意的話，他還是會強姦女方。此外，蘭斯喜歡收集貝殼，是相當專業的收藏家，若看到稀有貝殼，會變得像天真的小孩一般。蘭斯曾說過「本大爺絕不會外借或者送人貝殼，就算女人也免談。」這樣的話。
是魔劍卡奧斯（カオス）的現持有者，是人類中唯二可以打倒魔人的人。因為有著特殊的體質，所以沒有才能界限，如果持續鍛鍊就可以成為最強的人類。這跟勇者與魔王的設定不同，純粹只是世界的錯誤（Bug）。此外，與他有過性關係的女性會因此而提升能力。
因為是孤兒，不知道自己的姓氏，戶口登記名為「蘭斯・超級王者（ランス・スーパーキング）」。蘭斯是在小的時候被一名獨臂騎士帶到了冰鎮（アイスの街），由於那名騎士很快就過世了，因此蘭斯的過去被謎團所包圍著，沒有人知道他以前的事情。
原本的設定為右撇子，但在5D之後，因為原畫師織音要求而改成了左撇子。
由於過去的冒險讓三大國中的利薩斯和賽斯的公主愛慕，如果願意的話無論什麼時候都可以坐上王位，同時，JAPAN的統治者織田香對他懷著有如妹妹對愛慕的兄長一般的感情。因此在截至《QUEST》的時點，蘭斯實質上能夠指揮全人類大約四分之三的兵力。不過因為各王國上層封鎖消息的緣故，蘭斯的事蹟依然只被少數人知曉。《IX》時，在卡拉女王帕斯特爾也無法提供幫助的情況下，蘭斯前往內亂的赫爾曼帝國尋能解開希露永久冰封的神器，內亂結束後，終於見到解除冰凍的希露(《X》第二部庫魯庫提到是人偶IP)。
《X》第二部提到希露(人偶IP)被巴特殺害後，聽到健太郎要當魔王，決定要當魔王，接收美樹的魔王之血，變成魔王，順便把健太郎的魔魂血接收，並且宣布「全世界的女人都是本大爺的，你們給我滾回魔界！」，不過無法壓制魔王之血，被迫覺醒成魔王，有一段時間被莉賽特以克勞森之手巴掌阻止才取回意識。到了RA15年，第一次打贏自己的孩子們，但是第二次，因為看冰凍的希露，再次被莉賽特的克勞森之手巴掌打醒，才恢復意識，並且解除希露的冰凍詛咒。後來從庫魯庫得知，原來16年前見到的是用希露的靈魂做出來的人偶IP(《IX》當時蘭斯急著跟希露見面，沒有聽庫魯庫說明)。
雖然喜愛美女，但認為有小孩很麻煩，所以曾要求希露對自己使用避孕魔法。不過截至《X》第二部蘭斯擁有12個孩子：與惡魔菲莉斯所生的黑暗蘭斯（ダークランス），與山本五十六所生的山本亂義，與卡拉女王帕斯特爾所生的莉賽特，與莉薩斯女王莉亞所生的贊斯，與德川千所生的徳川深根，與賽斯女王瑪吉珂所生的蘇西奴，與毛利照所生的毛利元就，與赫爾曼大總統希拉所生的蕾莉可芙，與見當加奈美所生的見當鈿女，與米拉庫爾所生的米克絲．托，與AL教法王庫魯庫所生的艾魯(《X》第二部主角，第二輪可以選女性，名字叫艾露)，與基露蒂所生的艾萌德。
在《X》的真實結局（正史結局）裡年屆高齡且擁有多名子孫，故事尾聲在希露的陪伴下壽終正寢。
希露‧普萊恩（シィル・プライン，Sill Plain）（聲優：岩坪理江（OVA、廣播劇、蘭斯03）、國府田麻理子（廣播劇））
出生於賽斯的魔法師家族，但在一天的上學途中被強盜擄走。遭施以絕對服從的魔法而被當成奴隸販售，之後被當時擔任奴隸商人護衛的蘭斯用15000G買下，成為了蘭斯的專用奴隸。性格上善良柔順，包辦家事、背行李、開鎖、破除陷阱、床事等大小事務，不僅被蘭斯任意的驅使，還經常被蘭斯毆打欺負。絕對服從的魔法雖然已經解除，但因為本人認為能夠待在蘭斯的身旁就是最大幸福，因此依然感到很快樂，沒有任何離開蘭斯的想法。蘭斯本人並不知道，而希露也不想讓蘭斯知道這件事。會勸說蘭斯不要做壞事或者跟別的女人做愛，而惹蘭斯生氣，往往會被蘭斯毆打或者用其他方式欺負。
特徵為粉紅色的蓬鬆捲髮，按照蘭斯的喜好穿著高露出度的裝束。
因為常與蘭斯性交的關係，才能界限相當之高，在已登場的角色中，在全人類中排名第七，魔法師中排名第三。，攻擊、治療、支援、避孕等各項魔法全能，是個相當厲害的魔法師。雖然有強大的魔力，但受到技能等級限制，無法使用上級魔法如破壞光線等，而中階魔法如雷射，使用上也不比魔法Lv2的魔法師。
《戰國》中為了保護蘭斯而被暴走的魔王來水美樹冰凍。
《IX》真正的結局中被AL教法王庫魯庫解除了冰凍詛咒(在《X》第二部提到沒有解除，改用人偶IP容納希露的靈魂代替，後來被巴特打壞，靈魂也回歸在冰中的肉體)。
《X》第二部中透過蘭斯運用魔王之力才真正解除了冰凍詛咒，真實結局（正史結局）尾聲是唯一在蘭斯臨終之際陪伴他的女角色。
魔劍卡奧斯（カオス）（聲優：高天元忍斎樹（蘭斯03））
世界上唯二能打破、中和魔王與魔人的無敵結界的武器，同時也能查覺魔王、魔人及使徒的氣息。現在的主人為蘭斯，前主人為魔王凱伊（ガイ），本人極度厭惡給主人以外的人使用，曾拒絕魔人基克（ジーク）、勇者艾力歐斯（アリオス）、薩納琪亞（サーナキア）使用。因為魔劍的特性，而會不斷地對持有者的精神進行侵蝕，多數人最終會失去理性而變成只會殺戮的行屍走肉。
原為盜賊，由於戀人被魔人所殺，為復仇尋找打倒魔人的方法，與四位同伴遇見了三超神之一，許下「想獲得打倒魔王、魔人的力量」的願望，遂化身成魔劍卡奧斯。相傳劍內寄宿著邪惡的靈魂（即卡奧斯），所以劍本身非常喋喋不休，十分下流，在《Ⅵ》中曾經高聲唱出猥褻的歌曲。卡奧斯無法像日光一樣化為人型，只能伸出如意念的觸手（本人稱之「心的雞雞」（心のチ○チ○）），並能藉此做許多事。與蘭斯同樣是下流之徒，稱蘭斯為「心之友」（心の友）。對魔王、魔人一等十分憎恨，當魔人一現身便喜出望外，渴求魔人的鮮血。與蘭斯不同的是，卡奧斯不會因為魔人是女性而有猶豫，可以說是其冷酷的一面。
雖然與蘭斯的相性極佳，但蘭斯本身卻不喜歡卡奧斯的存在，還被蘭斯多次丟棄，但蘭斯為了打倒魔人卻又不得不多次把它尋回。蘭斯之後獲得具有同樣能打倒魔人的武器聖刀日光的支配權後也一度想把卡奧斯丟棄，但因為劍技的緣故還是選擇用回卡奧斯。
原為凱伊在人類時期的配劍，凱伊成為魔人後被用來封印魔王吉爾（ジル），被蘭斯解放後曾一度交給神官賽爾（セル=カーチゴルフ）保管於紅鎮，而在賽斯崩壞事件後，被蘭斯隨身攜帶著。
蘭斯成為新任魔王後，卡奧斯幾經轉折流落到鬥神都市成為該地的獎品，最後被魔王之子們取得用來打倒魔王。
雅典娜二號（あてな2号，Atena the 2nd）
魔女芙蘿特拜茵（フロストバイン）製作的人造生命體二號，在戰鬥及性方面都有相當的強度，但思考能力並不高。
對蘭斯而言，雅典娜是接近寵物的存在。平常留在蘭斯位於冰鎮的宅邸當傭人，有時候會與蘭斯一同出現冒險。雅典娜活躍於《4》、《5D》、《QUEST》，賽斯崩壞事件期間則在冰鎮留守。
菲莉絲（フェリス，Feliss）（聲優：姫川あいり（蘭斯03））
原本為卡拉，因為學壞而在22歲時成為惡魔。
在《II》中，菲莉絲偶然被蘭斯以「惡魔契約」召喚，以死後付出靈魂為契約（Deal with the Devil）代價要蘭斯許下三個願望，結果蘭斯許了兩次願望之後，第三次願望以「讓整個契約無效」，結果讓菲莉絲沒辦法與蘭斯完成契約而被從六級惡魔貶為九級，並被分派為『惡魔洞窟』的門衛，遇上前來洞穴尋找物件的蘭斯。第一次將蘭斯趕跑，第二次由於蘭斯事先已經得知她的本名，從此成為蘭斯隨時差遣與洩慾的使役魔。
在《5D》中，菲莉絲被蘭斯在月事來的日子強姦，懷孕生下黑暗蘭斯（ダークランス），因此觸犯惡魔界禁律「與人類產子」，遭受生產300隻惡魔與嚴刑拷問的懲罰，結果導致精神受創。脫逃之後，與兒子四處流浪。後在《QUEST》中被蘭斯接回蘭斯城居住。
卡菲（Cafe Artfull）
卡奧斯以前的夥伴，永恆五英雄之一。夥伴中最擅長回復魔法。現居蘭斯城，並在尋找以前的夥伴。
因為對自己的外貌不夠自信，加上對同伴不列顛的愛慕，使她在對超神許願時，同伴都希望獲得能夠打倒魔王的力量，她卻選擇想要成為絕世美女，結果導致她受到世界上所有女性的嫉妒，最後被某個對她一見鍾情的國王的憤怒的王妃給封印，直至《蘭斯Quest&Magnum》時才在卡奧斯的協助下被蘭斯解開封印，恢復記憶後成為了蘭斯的同伴。
卡羅利亞‧克里庫特（カロリア・クリケット）
蟲使一族最後的倖存者，某種意義上被視為自然的紀念文物，在蘭斯的保護下居住於蘭斯城。初登場於《VI》。
薩納琪亞‧多雷魯休卡（サーナキア・ドレルシュカフ）
跟蘭斯約定成為蘭斯城騎士團團長。蘭斯城門衛。
阿爾卡涅澤‧萊茲（アルカネーゼ・ライズ，Alkanese Rize）
原獅子心盜賊團首領，初登場於《QUEST》。改心後成為蘭斯小弟，並居住於蘭斯城，交了很多同性的朋友。
在《IX》中與法王庫魯庫一同前往赫爾曼出任務遇到蘭斯，之後與其一起參加革命。
牙子
在自由都市地帶的IFO森林獨自生活的少女，從小過著像動物般的生活，於《QUEST》中被附近的神父委託蘭斯一行帶出森林保護並學習人類文明，現居蘭斯城。
庫雷因（クレイン，Crane）
因為各種收集機密情報的體質原因，被蘭斯保護在蘭斯城內，初登場於《X》。
瑪吉露達‧瑪特烏利（マチルダ・マテウリ）
霸佔著蘭斯城體育館的白吃白喝冒險者，總有一天要背叛蘭斯，等待著與真正的英雄相遇…似乎。
卡洛里‧梅特（キャロリ・メイト）
綠化病感染者。並且是史上第一位綠化病被治癒者，現居住蘭斯城。
皮古‧格麗夏姆（ピグ・ギリシアム，Pigu Geliciam）
接受了瘋狂天才科學家沃爾瑪·摩托希迪博士施行的改造手術的少女。成為了人類、烏賊人、普溜三者合一的合成生物。赫爾曼革命結束後，被博士追殺的時候被蘭斯救助，之後被蘭斯帶回蘭斯城一同居住，與雅典娜二號、莉賽特關係特別好。
比斯凱塔‧貝倫茲（ビスケッタ・ベルンズ）
於《X》擔任蘭斯城女僕長一職。
海蒂‧龐克勞（ハイジ・パンクラウ，Heidi Panclau）
於《I》偷白麵包被蘭斯發現，暴露之後被利薩斯派遣於蘭斯城。
克琳‧比（クリン・ビゥ，Klin Biw）
喜歡掃除的女僕，有著潔癖，每天都很快樂。於《I》初登場時沒有名字，在《蘭斯03》中。利薩斯被攻陷後及時躲進密道。非常討厭赫爾曼士兵，因為把城堡弄得很髒亂導致每天都要從密道出來清理乾淨。

### 美樹一行
來水美樹（来水美樹，くるす みき）
《被擄走的美樹》（さらわれた美樹ちゃん）與《Little Vampire》的女主角。客串於《I》，在《戰國》中擔任關鍵角色之一。
一頭粉紅髮色的14歲少女。被前任魔王凱伊用魔法從異世界「次元3E2」召喚而來，魔王凱伊不理會她的拒絕強制令她繼承了魔王之力。
魔人們以「小公主」（リトルプリンセス）稱呼，自身對當魔王一事相當排斥，因為怕酸,一直使用扁實檸檬（ヒラミレモン）來壓抑覺醒。
在《X》第二部提到被蘭斯吸收魔王之血才得以解除魔王的職務，並且回到故鄉。
小川健太郎（小川健太郎，おがわ けんたろう）
《被擄走的美樹》（さらわれた美樹ちゃん）與《Little Vampire》的男主角。
來自異世界「次元3E2」的人類少年，來水美樹的戀人，為了尋找來水美樹而來到蘭斯所在的世界。
來到該世界後，在前往魔王城之途中遇到了一批前去打倒魔王的冒險隊伍並一同行動。隊伍的同伴在魔王城陸續被擊倒，其中持有聖刀‧日光的戰士將刀託付給健太郎。但健太郎找到美樹時，魔王儀式已經完成了。而健太郎用日光殺了剛失去魔王之力的凱伊。
之後與拒絕覺醒成為魔王的美樹一同躲避魔軍蒐索，過著流浪生活，且試著找到能夠讓美樹從魔王之力解放之方法。
在《戰國》中，因為受到魔人信長之使徒式部的攻擊而受到瀕死的創傷，令目擊此況的美樹情緒失控，導致身上的魔王之力覺醒暴走。隨後健太郎被美樹賦予魔王之血而成為魔人。
在《X》第二部提到被蘭斯用魔王之力摘出了魔血魂，使其變回人類，並且回到故鄉，同時也解除聖刀‧日光的持有權。
日光
永恆五英雄之一，卡奧斯之前的同伴。世界上唯二能打破、中和魔王與魔人的無敵結界的武器之一。
出身魔王吉爾時代，因為故鄉與親人被魔人與魔物毀滅而發誓復仇，後加入不列顛領導的對抗魔人的隊伍之中。在面見超神時希望能有可以打倒斬殺魔人的武器，而被超神變成聖刀‧日光。
與只能保持魔劍姿態的卡奧斯不同，可以變回人類時的模樣自由行動。協助從異世界來的健太郎，與他訂下契約化身聖刀殺死了魔王凱伊，之後就一直伴隨著他和美樹一起流浪。
美樹與健太郎回到原本的世界後，日光被寶藏獵人阿姆絲·奧克強行持有著，之後魔王之子們拿到了日光，成為他們用來對抗魔王的武器。

### 其他冒險者
巴德·里斯費（バード＝リスフィ，またはリスフーイ/BIRD LITHFIE）
首次登場於《II》，當希露與蘭斯走散時所碰到的冒險者。因為某些原因，他身邊的女性最終會倒戈向蘭斯。《QUEST》時，因為醉酒而在酒吧對蘭斯大倒苦水，清醒後遭到蘭斯的嘲笑。
黑暗蘭斯（ダークランス）
蘭斯在菲莉絲月事時強姦成孕所生人類與惡魔混血的兒子，因母親悲慘遭遇而仇視蘭斯，在三魔子教導之下學習劍術，《VI》蘭斯救出母親菲莉絲之後與母親過著流亡生活。
《Quest Magnum》加入名為「導者」的組織向蘭斯挑戰仍無法打敗蘭斯，為了能打敗蘭斯而向哈尼王拜師以鍛鍊實力。直到母親被蘭斯帶回蘭斯城保護起來後，父子之間的關係才和緩了起來。
《10》的時候對人類與魔軍的戰鬥沒有興趣而未介入，後來父子再會時得知了母親被蘭斯保護的很好後開始承認他是自己的父親，並立下了超越父親蘭斯的目標。於第二部的時期在精神方面成長了許多，對異母的弟妹們十分溺愛，雖然認為打倒已成為魔王的蘭斯比較好，但在想要解救蘭斯的弟妹們的勸說下加入了魔王之子的隊伍中，在卡奧斯的要求下成為其使用者。
因為是人類與惡魔生下的半惡魔，可以無視法則直接收割靈魂。如果對哈尼王使用魂狩，哈尼王會造成CITY毀滅的大爆炸。因為有惡魔血統，所以能控制他的本名是除了母親與自己之外絕不對外的秘密，黑暗蘭斯只是他對外所示的通稱。
有著「我是，被混沌的女神委託了向世界復仇的宿命的罪惡的代行者，—漆黑的王子－沃阿琉肯·庫雷佩！！」「釘入永恆之時空的契約之楔，決不會被粉碎... ...」這樣中二的登場台詞。
米拉庫爾·托爾（ミラクル・トー，Miracl Tor）
大魔女米絲特莉亞·托爾（ミステリア・トー）的孫女，擁有傳說級能力的闇之魔法師，會用LV3的魔法，平時也常開發新魔法，因此被稱為「稀代的魔女」，與雅典努是表姊妹關係。
《IX》「蘭斯模式」的7名女主角之一。。
《Quest Magnum》羅利·艾隆（ローレ・エンロン）司教提及漆黑王子(即黑暗蘭斯)時被蘭斯曲解成漆黑王女並妄想其人設面貌。
《IX》正式登場，在賽斯王國領內部分魔法師組織發起的反亂事件時，與參加鎮壓作戰的巴頓結識的暗黑魔女，目標成為世界之王的野心家，爾後支持著巴頓反攻赫爾曼的革命事業，雖然個性高傲，但因認為王者實現人民的願望是必須做到的，所以對方有求於她時，她都會想辦法解決。革命結束後，先住在蘭斯城中庭一段時間，後來決定展開尋找部下的旅程而前往JAPAN。

## 利薩斯王國

### 國王及側近
莉亞‧帕拉帕拉‧利薩斯（リア‧パラパラ‧リーザス，Ria Parapara Leazas）（聲優：萌花ちょこ（OVA、蘭斯03））
利薩斯現任女王，原為利薩斯的公主，逼退雙親而上任。為了爭奪王位而度過多次的權謀鬥爭，因此性格有些扭曲，具有任性又殘酷的一面，且只信任教育她長大的瑪莉斯‧阿瑪莉莉絲。頭腦似乎很好，在冷靜的時候下達的命令相當準確，對利薩斯的治理非常出色。但也有資料顯示莉亞實際上毫無政治才能，瑪莉斯才是實質的幕後支配者。
本身雖無特殊技能，不過善於使用鞭子，並有寵物的雷龍伴隨。除此之外，莉亞的嗜好包括了SM與權謀。過去喜歡從城堡周圍抓女孩子來當她的性玩具，但被蘭斯懲罰之後便較為收斂了些。被蘭斯奪走處女之後瘋狂的迷戀上了他（據她所說，「決不能不與初夜的對象結婚」是利薩斯王家的傳統），稱呼蘭斯為達令（親愛的），自稱為「蘭斯的婚約者」，一遇到與其相關的事情便會喪失冷靜。莉亞不僅在《Ⅱ》中將皇室代代相傳的利薩斯聖甲交給了蘭斯，並在《戰國》中蘭斯第三次要求援軍至JAPAN的時候差點動用整個利薩斯的兵力。《QUEST》中為了讓蘭斯有活下去的理由，而欺騙蘭斯說在赫爾曼有能解開希露永久冰封的神器。
因為對蘭斯的迷戀，極度嫉妒以及仇視希露，曾在《Ⅳ》對可奈美下令暗殺希露，《鬼畜王》中更有對希露下藥，讓希露變成了一隻豬之劇情。為了防止情敵增加，曾對利薩斯王國下令封鎖所有關於蘭斯的消息。
由於心理年齡相近，與親衛隊的朱莉雅‧里達姆的算是關係相當好的朋友，兩人時常將工作拋開一起玩耍。
瑪莉斯‧阿瑪莉莉絲（マリス・アマリリス，Maris Amaryllis）（聲優：加賀ヒカル（OVA、蘭斯03））
才貌雙全、劍術與魔法都非常強的魔法戰士，自莉亞七歲時開始服侍，為莉亞的第一侍女，自心底溺愛著莉亞，並絕對效忠於她。只要是莉亞想要的，即使違背正義也要不擇手段來達成目標。
儘管職為侍女，卻擁有非常大的權力，此外也相當有才能，僅靠其一人便支起了利薩斯王國，是王國實質的幕後支配者，但認為莉亞是他人生的意義，只在乎莉亞的幸福。
性生活上曾與許多男性交往，但並未與她喜歡的人有過肌膚之親，但在《QUEST》的時候，蘭斯因無法和LV35以下的女性性愛而無法順利和莉亞做愛，於是決定主動獻身給蘭斯好讓莉亞能和蘭斯順利做愛。
見當 加奈美（見当かなみ）（聲優：真中海（OVA、蘭斯03、蘭斯9））
現任利薩斯女王莉亞的直屬女忍者，出身於位於JAPAN關東地區的風魔忍軍。在年幼的時候到大陸去遊學，但在途中與朋友走散，在利薩斯被莉亞撿到後服侍於她，因此被風魔忍軍視為逃忍（抜け忍）。（初期設定是在戰場上為莉亞所救。）只聽從莉亞的命令，包括了諜報與暗殺作業。在小光誘拐事件後與蘭斯成了孽緣，負責當他與女王之間的聯絡人。再剛開始時極為討厭與蘭斯做愛，但因為莉亞的命令就是要服侍蘭斯，所以無法脫離這個不幸。加奈美是蘭斯十位命運中的女人（運命の女）之一。
原本是一位不管任務多麼困難都會泰然處之的女忍者，不過隨著年紀增長開始對「普通女孩子的生活」產生憧憬。忍術方面並不大出色，但因為時常與蘭斯做愛，才能限界也因此提升。如果只看才能界限，還是有十萬人選一的卓越才能。伊賀忍軍的首領犬飼認為如果她多加努力的話可以達到中忍水準。
與紅色軍團副將美娜德‧西塞是好朋友。
初登場於《I》，但當時還沒有名字。
在《戰國》中回到故鄉JAPAN，發覺自己的忍術才能跟故鄉的忍者相較之下顯得微不足道。曾獲得了伊賀忍者首領‧犬飼的鍛鍊。
在《Quest》中，接受了變成幽靈的鈴女加強忍術各項才能的基礎訓練。
《Ⅸ》忍術頗有進步，速度能夠快到讓蘭斯無法碰到，並能一次對抗六個暗殺者。主要負責革命軍營地周邊的監視行動，後來因蘭斯的決定，收了「闇之翼」首領芙蕾雅當部下，但芙蕾雅的堅強實力讓她有點消受不起。在加奈美線結局，被莉亞解雇成為蘭斯的直屬忍者。
加藤雀（加藤すずめ）
利薩斯城堡的女僕，父親是利薩斯黑之軍上等兵。被父親當作升遷的工具而被獻給莉亞，受到莉亞的虐待。
一度封閉自己的心靈，但在遇到蘭斯之後，就有可能再次找回笑容。
溫蒂・克魯米勒（ウェンディ・クルミラー）
利薩斯城堡的女僕，自幼憧憬女僕而當上了女僕。十分尊敬女僕這個職業，為此要做好女僕的典範，與主人保持良好的主從關係，而拒絕與蘭斯做愛。

### 利薩斯軍隊

#### 第一軍（黑色軍團）
巴雷斯‧普羅旺斯（バレス・プロヴァンス，Balles Province）（聲優：真木将人（蘭斯03））
率領利薩斯第一軍「黑色軍團」（黒の軍）的將軍。
巴雷斯自莉亞的祖父在位時開始便開始報效國家，是個身經百戰的優秀老將，擔任利薩斯全軍指揮，具有相當的能力與極高的聲望。有八個兒女，目前登場的只有白色軍團副將荷蓮（ハウレーン）。與赫爾曼的第一軍將軍貝克夫巴克夫（レリューコフ・バーコフ）是長年的宿敵。
認可蘭斯，但實際上對蘭斯的為人有相當的誤解，這點與賽斯國王甘地相若。
在《蘭斯03》中前期被使徒洗腦並於自由都市拉奇爾（ラジール）與蘭斯相遇，之後在蘭斯解除洗腦狀態後與其一起打回利薩斯。
收了蘇（スー・プロヴァンス）為養女，結局中在家與其下將棋，發現其有戰略的天分感到非常高興。
多奇・伊凡斯（ドッヂ・エバンス）
薩加那克・頓卡（サカナク・テンカ）
吉布魯・馬克多米（ジブル・マクトミ）
黑色軍團副將，正史未登場。在《鬼畜王》中，則會因為蘭斯的國王第一次演講背叛。

#### 第二軍（藍色軍團）
科爾多瓦‧伯恩（コルドバ・バーン，Coldba Burn）
率領利薩斯第二軍藍色軍團（青の軍）的將軍。其防禦能力之高，被稱作「利薩斯的藍色鐵壁」，相當擅長防禦戰。
利薩斯聞名的巨漢，性格豪爽。意外的是會吹口琴，且十分拿手。已婚，妻子同樣也是音樂家。
金凱度‧布蘭布哈（キンケード・ブランブラ）
利薩斯第二軍藍色軍團副將，正史未登場，能力普通，不強不弱，軍隊人數則是利薩斯最多。
能力與副將相配，但本人不想驅於比自己年輕的科爾多瓦之下，更樂意當上將軍。不善長權謀，但會諂媚，性格相當腹黑。
《鬼畜王》中，派他進攻赫爾曼的話，他會下令強姦女性。

#### 第三軍（紅色軍團）
利克‧阿迪森（リック・アディスン，Rick Addison）（聲優：やじまのぼる（蘭斯03））
率領利薩斯第三軍「紅色軍團」（赤の軍）的第十三代將軍。同時也是利薩斯最強的劍士，等級與才能限界都是利薩斯最高，在大陸上也是屈指可數的強者，被稱作「利薩斯的紅色死神（リーザスの赤い死神）」。使用紅色的魔法劍拜羅德（バイ・ロード）時，能使用光屬性的必殺技 拜・拉・威。佩戴的頭盔上刻有「忠」字，與其愛劍一樣，由歷代的紅將軍代代傳承。
雖被稱為「利薩斯的紅色死神」，但面具之下是個充滿稚氣的臉孔。 一旦取下頭盔露出弱氣的面龐時，便會變得非常害怕妖怪以及魔物，是極少數人知道的唯一弱點。本人曾經說過，當他帶上頭盔以後就會湧現出不思議的勇氣，變得無所畏懼。在《鬼畜王》中，利克若是與蕾拉開始交往，便會克服這個弱點。
平時是個寡言少語、禮儀周全、富有常識，個性正直的男子，但在進入戰鬥之後便會浮出兇猛的笑容，變得危險而好戰，蘭斯甚至不想與這樣的利克交手。擅長戰爭，但對迷宮戰相當苦手。
跟討厭男性的蘭斯具有良好的關係，對瑪莉斯懷有好感。儘管被蕾拉所喜歡，本人卻不是很有感覺，但在《戰國》中，瑪莉亞曾表示看到過兩人約會的場景。
《Ⅸ》受到指示前往赫爾曼協助革命軍，憑藉著武力立下不少戰功，例如革命軍被赫爾曼第一軍包圍時，靠利克殺出缺口才突圍成功，後來也打贏第五軍將軍勞力士讓第五軍撤退，以及蘭斯等人殺進皇宮時，也是利克一個人擋在大門前讓追兵無法前進一步。
美娜德‧西塞（メナド・シセイ）（聲優：桜川未央（OVA、蘭斯03））
利薩斯第三軍紅色軍團副將，屬於實力派美少女劍士，正史未登場。原本是美娜德的弟弟想要當上騎士，但在弟弟去世後繼承其遺願當上了紅色軍團副將。
由於在兄弟中長大，性格相當男性化，所以不擅長溫柔對待女性。此外，美娜德缺少男人緣，也因此被屬下趁虛而入利用。
與加奈美是好朋友，時常一起喝茶，在戰爭時加奈美會助刀。
在《蘭斯01》作為都市守備隊，此次為正史初登場。
在蘭斯要求進城門時作為門衛與其相遇。答應給蘭斯鬥技場參加證作為交換，要求蘭斯一同前往英雄墓地進行殭屍退治，蘭斯在退治前要求比賽，先到終點者可以對後者進行任何要求。
退治的途中被蘭斯已各種陷阱阻撓（Pass Parade、迷路的老人、貴族墓碑、勇者墓碑）到達終點前遇上妖精殭屍，因實力不足被蘭斯救助，並在這時迷上蘭斯。
因蘭斯的H要求在墓地喪失處女。
在《蘭斯03》中守護貴族逃至沙烏斯（サウス），並與米涅芭率領的赫爾曼部隊戰鬥陷入苦戰，之後蘭斯率領革命軍打下沙烏斯（サウス）後再次相遇。
當加奈美得知其之前所說有非常帥且強大的戀人就是蘭斯時非常得吃驚。美娜德認為蘭斯跟莉亞結婚自己當側室也沒問題。

#### 第四軍（白色軍團）
艾克斯‧班克特（エクス・バンケット）
率領利薩斯第四軍白色軍團（白の軍）的將軍，正史於蘭斯X中登場。智將，擅長情報戰，可以說是利薩斯軍的大腦。
對君主有著盲目狂熱的崇拜，將國家的未來放在第一位，滿意莉亞的統治。在《鬼畜王》中，艾克斯也因為這種性格，在聽到蘭斯成為國王就任演講後，馬上舉起反旗。
雖然有相當的智力，但在智將中艾克斯能力只屬一般，他也不是利薩斯第一智將。
於《蘭斯03》初登場。當時艾克斯想要與蘭斯打招呼。但是蘭斯以「男人，不需要」。並於畫面中出現1幀。
荷蓮‧普羅旺斯（ハウレーン・プロヴァンス）
利薩斯第四軍白色軍團副將，正史未登場。利薩斯總大將巴雷斯的女兒，自幼母親去世，因此被培養成男性化的武人。
在聽到蘭斯成為國王就任演講後，加入了以艾克斯为首的反抗軍，讓巴雷斯十分傷心，甚至要為女兒贖罪而自殺。

#### 禁軍（金色軍團）
禁軍成員為清一色女性所構成，於全軍穿著金色鎧甲，又稱為金色軍團（金の軍）
蕾拉‧古雷庫尼（レイラ・グレクニー，Leira Glegnee）（聲優：早乙女綾（蘭斯03））
成員為清一色女性的利薩斯禁軍的隊長。劍術高超，在利薩斯國內僅次於利克。
14歲時取得利薩斯劍術大會女子組的冠軍，創下年紀最小的記錄，之後7年連冠。主張「如果被厲害的男人上了也沒關係」的觀念，性經驗包括了16歲時與師父做愛、在20歲時與一個武士・小林在荒野決鬥之後做了愛，以及數次與蘭斯做過愛。
《IV》，受命參加蘭斯搜索隊任務時與利克一同行動，經過此次行動之後開始對利克抱有好感，並且也收斂以往的性觀念，蘭斯想找她做愛時都會拒絕。在《戰國》中，瑪莉亞曾目擊兩人約會。
《戰國》中做為援軍派去JAPAN期間，與素有「軍神」之稱的上杉謙信較勁，結果敗北。
相當喜歡喝酒。遇到不順心的事情會喝得爛醉並會發酒瘋。
《Ⅸ》偽裝成利克跟赫爾曼第五軍將軍勞力士單挑但敗北，事後認為自己侮辱了「紅色死神」的稱號而自動辭職，並有意要把位子交給基露蒂，但被基露蒂回絕，後來繼續留任禁軍隊長。
基露蒂·夏普（チルディ・シャープ）
利薩斯親衛隊小隊長，立志成為女性最強的女騎士。十分地努力苦練劍術。
18歲時，因技術及實力不足未能順入隊，之後向年約50歲的劍豪拜師苦學。
爾後在利薩斯劍術大會女子組中取得優勝佳績，得以加入親衛隊。
現時目標是與蕾菈決鬥及成為親衛隊隊長。為了達成目標，在《QUEST》時主動勾引蘭斯做愛提升基礎能力；在《Ⅸ》時自願前往赫爾曼參加革命軍以鍛鍊自己，沒有作戰時也會找高手來指導自己。曾經蕾拉為了負戰敗之責而有意要把位子交給她，但認為自己沒有打贏蕾拉就沒意義而回絕。
在《Ⅸ》中被蘭斯調教成受到暗示就會想H的身體。真·結局中向赫爾曼第五軍將軍勞力士拜師學習二刀流。
左手小拇指的紅線連接著蘭斯的腳趾，為蘭斯命運之人之一，與蘭斯一同進入電卓迷宮取得月光劍。
朱莉雅‧琳達姆（ジュリア・リンダム）（聲優：綾瀬あかり（蘭斯03））
利薩斯親衛隊隊員，是個相當天真的女孩。出自利薩斯名家，受到父親推薦而進入親衛隊。
朱莉雅與王女莉亞因為心智年齡相近，所以成為玩伴。
劍技Lv0、盾防禦Lv0，實際上可以說是相當罕見的人類。
常常前往利薩斯城附近的盜賊迷宮探望被困於牆身之內布列提許（ブリティシュ），有時會帶便當去。
雅比多爾・史卡特（アビァトール・スカット）
原利薩斯親衛隊隊長，結婚之後卸任，成為家庭主婦兼任女子士官學校教官。
教導有方，並向蘭斯推薦雅爾可德與洛芙莉雅兩位士官候選人。

#### 魔法部隊（紫色軍團）
由於隊員身穿紫斗篷，又稱紫色軍團（紫の軍）
查卡‧卡德姆（チャカ・カドミュウム）
明日香‧卡德姆（アスカ・カドミュウム）
利薩斯魔法部隊隊長，實際上的隊長是查卡‧卡德姆。查卡在過去與魔女作戰時，在魔女死前受到詛咒，無法行動，而這個詛咒在查卡死前都不會解除，也無法在解咒之泉消除；為此寄於孫子明日香身上，兩人一同戰鬥。
明日香還是個小孩，性格天真，有時候巴雷斯會給明日香糖吃。
對召喚魔法有興趣，能與精神年齡相近的米露成為好朋友。明日香召喚出來的與米露不同，不是幻獸而是類似精靈，此外在戰鬥中也能使用必殺技，可見魔法可能有Lv2的程度。
梅爾菲絲・普羅那德（メルフェイス・プロムナード）
利薩斯魔法部隊副將，能力在利薩斯首屈一指，但這是由於梅爾菲絲過去曾被魔女莉可丘詛咒，伴隨著兩個月內要與比自己等級高的男人性交的副作用。
過去由於出生的故鄉被盜賊襲擊而與莉可丘交換條件，得到強大的力量但被詛咒，隨著等級增長而加入利薩斯軍，並升遷到現在的位置。
本人有解除詛咒的想法，一旦解除，梅爾菲絲便會因能力下降自動請辭，但受到隊員的挽留而留了下來，並且有了戀人。

#### 綠色軍團
該軍團設定目前只登場於《鬼畜王Rance》，團長為蘭斯，為國王直屬的部隊。
雅爾可德・瑪露絲（アールコート・マリウス）
利薩斯女子士官學校的學生，被教官譽為百年一見的天才，在加入國王直屬軍綠之軍（緑の軍）後，擁有全大陸第二高的作戰成功率（80%），也高於艾克斯的60%。
出生於民家，家裡是肉店生意，十分尊敬雙親。雅爾可德是個靦典的女孩，性格內向怕生，缺乏自信，認為其他人對自己的實力有過高的期望，而有了枷鎖，無法發揮全力。在於蘭斯長期相處後，便會解開心結，發揮全力。
《Quest Magnum》後日談裡，在結為好友的基露蒂勸誘之下加入黑色軍團，數年後成為利薩斯具代表性的軍師。
洛芙莉雅・慕絲嘉（ラファリア・ムスカ）
利薩斯女子士官學校的學生，憧憬成為軍人，成績優秀，一直位處士官候補人的位置，可以加入國王直屬軍綠之軍。
自視甚高，認為自己在士官學校時已有親衛隊的實力，也認為別人對雅爾可德的實力言過其實；野心極高，企圖以肉體征服蘭斯，甚至干涉政務而被瑪莉斯斥責。

### 其他
卡提斯・亞福倫（カーチス・アベレン）
利薩斯魔法研究所所長，15歲就從大學畢業的天才。
由於美型的外表被蘭斯誤認為女性，甚至想要與他上床。之後更因為美型的外表被蘭斯欺負。
不知為何，與持有魔書、瘋瘋癲癲的帕帕雅很和得來。
愛雅・藤之宮（アーヤ・藤ノ宮）
天才病院的醫師，但看起來卻像護士。看起來雖然不中用，但在做手術時卻是個十分認真的專業醫師。
由於行醫時見過太多男性的裸體，對性交提不起興趣，本人也還是處女。蘭斯要與其性交的條件就是先染上致命的疾病……
瑪莉・安（メアリー・アン）
牧羊的老婆婆，同時也是魔人雷伊（レイ）的戀人。
37年前，遇見了與凱普利斯戰鬥而重傷的雷伊，無視雷伊的放電體質，毫不害怕自身安全照顧了雷伊，之後兩人墮入愛河，但由於兩人人魔懸殊無法結果。雷伊曾要求凱瑟琳普給予瑪莉不老不死的生命，但被瑪莉拒絕了。
瑪莉與雷伊是《蘭斯系列》中著名的悲劇情侶。

## 赫爾曼共和國

### 元首及側近
希拉‧赫爾曼（Sealer Hellman）
赫爾曼共和國的現任大總統，在赫爾曼有極高名望，崇拜者數量甚多。
表面上為巴頓同父異母的妹妹，實為宰相史提瑟與皇太后帕梅拉的私生女，但希拉本人並不知情。
帝國時期為宰相史提瑟掌控的虛位女皇帝，幼年時做為母后帕梅拉與史提瑟為剝奪巴頓皇位繼承權而擁立的錦之御旗，自身私下仰慕異母兄的巴頓，希望能有朝一日能再會。
在《IX》的人設造型與《鬼畜王》的人設造型有相當大改變，新人設造型以柔順金色及腰長髮與一身白色典雅禮服，揉合典雅尊貴並帶有少女的柔順氣質。
《IX》，為了擺脫史提瑟的控制，用魔藥化妝成女僕的樣子逃走，化名為露希安·卡雷特（ルシアン・カレット，Russian Kalette），但被奴隸販子抓走，後來被蘭斯所救，成為蘭斯的奴隸二號。後來在法王庫魯庫的魔法下回復原貌。在巴頓與蘭斯等一行人革命成功之後，巴頓雖然重新當上赫爾曼帝國皇帝，但認為國家必須革新而宣布廢除帝國制改為民主制，得到巴頓的託付而成為赫爾曼共和國首任大總統。
帕梅拉‧赫爾曼（Pamela Hellman）
皇太后，赫爾曼上任皇帝的第二任妻子，赫爾曼的幕後掌權者。
赫爾曼評議會議長，但較少參與議事討論，事事都交給史提瑟處理。最後被意圖謀反奪權的米涅芭殺死。
史提瑟‧羅曼諾夫（ステッセル‧ロマノフ）
赫爾曼帝國的宰相。由於赫爾曼重武輕文，他的政治地位比將軍還要低。
原本是下級文官，藉由皇后帕梅拉的寵信與自身權謀，得以逐步升位參與赫爾曼政權核心的地位，評議會乃至於整個赫爾曼的政治幾乎是他在掌控，個性陰險狡詐且心高氣傲，並不把帕梅拉放在眼裏，且常常恐嚇希拉。身邊有著鬥將作為他的貼身侍衛，由於此鬥將力大無窮，身體堅硬到幾乎刀槍不入，還被史提瑟改造成魔法攻擊無效，讓他在赫爾曼更目中無人，甚至意圖征服世界，但在接連失去鬥將和權力之後，反倒變的很膽小，最後崩潰發瘋。在革命軍包圍首都之際，意圖發動鬥神ＭＭ翻盤，但還沒成功就被米涅芭殺死。
凱恰克‧班戈（ケチャック・バンゴー）
赫爾曼帝國的總司令，評議會四人成員之一，受史提瑟提拔才能有現在地位，其實不懂軍事且膽小怕事，在軍中威望不足。最後被米涅芭殺死。
巴修‧馬提歐（バショウ・マティオ）
赫爾曼帝國經濟長官，評議會四人成員之一，不會理政，只想著貪汙，在和革命軍作戰之際只想將軍費中飽私囊，常常用各種名目扣軍費。最後被米涅芭殺死。爺爺卡姆羅亞‧馬提歐(ガームロア・マティオ)是赫爾曼歷史上有名的政治家和軍人。
愛子歐爾古‧馬提歐(オルグ・マティオ)為第三軍中隊長，但在《Quest》侵攻水晶森林時被男殺咒術所殺殉職身亡，為此感到傷痛，將喪子悲痛遷怒於同出任務但生還的阿米托絲。
闇烏
服侍赫爾曼皇室的暗殺集團「闇之翼」分隊「闇烏部隊」的隊長，芙蕾雅的下屬。
《IX》，意圖暗殺巴頓的影武者霍特夫，但被漢蒂打敗逃走，最後被芙蕾雅殺死，事實上暗殺霍特夫是芙蕾雅故意設的局，為了能讓漢蒂能信任芙蕾雅是真心投靠而把他當祭品。
芙蕾雅‧伊蘇（フレイア・イズン）
赫爾曼帝國出身的女暗殺者。「闇之翼」的首領。三年前與男友分手之後一直單身，目前正在徵募情人。
《IX》在闇烏暗殺行動失敗後，為了能得到革命軍的信任殺死他，殺死闇烏之後，假裝投降革命軍，實際上要找出巴頓本人並且暗殺，但被真田透琳看出其意圖而逃走，才剛出大帳就被蘭斯抓住。後來加入革命軍，成為加奈美的部下，但此舉目的只是維持闇之翼的運作。革命結束後，也跟隨加奈美回利薩斯王國，也其實是為了監視利薩斯王國的一舉一動。
因為加奈美的傻勁導致芙蕾雅猶豫該不該行動背叛，蘭斯表示如果當初派給真田透琳當部下一定會馬上行動的。
佩瑞爾‧卡雷特（ペルエレ・カレット，Peruere cullet）
出身貧民窟的女僕，最初以假藉協助讓希菈以魔藥偽裝逃脫監控、實則將希菈賣給奴隸商後，藉由魔藥變成模樣希拉代替過足皇帝尊優身份乾癮，但爾後被史提瑟作為洩慾對象而飽受苦楚，後來史提瑟將她交給第五軍將軍勞力士時被識破其偽裝身份，恢復原來面貌後，希菈原諒先前她欺騙一事，對此感悟懺悔，革命成功後成為希菈秘書隨侍做為贖罪。

### 赫爾曼軍

#### 第一軍
赫爾曼軍的最精銳部隊，任務為防衛首都周圍的重要都市，兵力五萬。原任第一軍將軍為烈遼科夫・巴克夫，赫爾曼革命後由阿米托絲・阿米狄基接任。
烈遼科夫・巴克夫
赫爾曼第一軍將軍，赫爾曼軍全軍的支柱。與利薩斯的黑色軍團將軍巴雷斯‧普羅旺斯是長年的宿敵。
擁有極佳的軍略，可以準確預測革命軍的動向，剛開始使蘭斯等人吃盡苦頭，但後來遭到革命軍用披風學飛鼠降落，讓第一軍遭到意想不到的奇襲而潰敗，最後和蘭斯單挑敗北而亡，臨終前鼓勵巴頓建立新的赫爾曼，也把皮可託付給蘭斯，安祥去世。
其實自己也是心向革命軍，部下們決定出走也沒打算攔住，而之所以故意和革命軍為敵，一方面認為老兵已經不適合這個時代，另一方面要試試巴頓和革命軍的實力，覺得革命軍必須要打倒自己才能託付未來給巴頓。
卡爾・歐吉塞
赫爾曼第一軍副將，公認是雷路克夫的得力輔佐般的存在。第一軍潰敗之後切腹意圖自盡，但之後遇到修柏特便要求和他決鬥，中途失血過多死亡。
伊歐・伊西塔
赫爾曼第一軍所屬魔法師。擅長雷系魔法與催眠術、魅惑魔法。
喜歡說些小孩等級的謊話來騙人。
皮古‧格麗夏姆
為赫爾曼第一軍收留的神秘少女，髮型形如花朵綻放之貌、眼瞳紅色、膚色相當白皙，彷彿如孩童純真的少女。其實是赫爾曼秘密開發的改造人，逃走之後被烈遼科夫收養，身體會分裂，最多分成八個個體，但身體會變小，也無法讓衣服跟著分裂。
《蘭斯IX》遊戲中「蘭斯模式」裡特殊劇情攻略的「七名女主角」之一。
《IX》革命結束後搬進了蘭斯城。

#### 第二軍
赫爾曼西部和魔物領地相連，因此特別派第二軍防衛魔物的進攻，兵力為五軍裡最多的十五萬。原任第二軍將軍為阿里斯特雷斯・卡姆，革命後由菠督(ボドゥ)接任。
阿里斯特雷斯・卡姆
赫爾曼第二軍將軍，負責管轄赫爾曼西部國土，以抵禦西邊魔獸的攻擊。對希拉有相當狂熱的崇拜。與巴頓是童年玩伴。
《IX》接受漢蒂的提議，偷偷協助革命軍行動，拿著魔獸的蛋吸引魔獸攻擊以牽制第二軍，可惜蛋被副將康巴特發現而事蹟敗露，之後向副將等人說自己是為了重振黑耳曼之後，從城牆一躍而下摔成重傷但成功逃走，被卡拉發現運到卡拉村養傷，但最後因為傷勢過重而死，臨死前向漢蒂道歉，也表明不後悔自己的選擇。
康巴特・塔克斯（Convert Tax）
赫爾曼第二軍副官，相當精明，善長鑑定。
《IX》發現阿里斯特雷斯反叛之後逼他跳牆，隨後即率第二軍攻擊革命軍，但軍隊還沒到首都，首都就已經被攻陷了，不願接受的康巴特下令搶回首都，但被漢蒂打昏，使得第二軍只好回西部防守魔獸。
德斯・普拉伍
赫爾曼第二軍所屬的巨漢士兵，與曾為第2軍中隊長的修伯特麾下參與搜索伊拉碧時不幸喪命。

#### 第三軍
駐守在首都內的軍隊，所以被認為是實際上的親衛隊，兵力三萬。原任第三軍將軍為托瑪‧立頓，托馬死後由米涅芭・瑪格麗特接任，革命後由修伯特‧立頓接任。
米涅芭・瑪格麗特
赫爾曼第三軍將軍，目前與JAPAN的上杉謙信並列世界上最強的人類女性之首。
曾經是托瑪‧立頓的副將，於托瑪在利薩斯侵攻戰死之後升格為將軍。個性相當卑劣且不恤部下，勞力士曾當面罵她是赫爾曼最卑鄙的人，會拿祖先墓碑來砌城牆，把部下當擋箭牌躲箭雨，也曾叫部下去當人肉炸彈。
《IX》首都被包圍的時候發動政變自立為皇帝，但最後被蘭斯等人千刀萬剮而死，臨死前坐在皇座上直想著皇帝夢。
馬哈・瑪格麗特
赫爾曼第三軍隊員，米涅芭的弟弟。等級上限在人類之中僅次於蘭斯。
《IX》，受到米涅芭的指示，化名為麥托雷亞‧梅西安混入革命軍，目的是奪走被希拉偷走的盒子，後來事跡敗露逃走。之後在米涅芭的慫恿之下，再度前往革命軍軍營，原本打算用哈尼炸彈炸死利克，但被蘭斯看穿其意圖，先昰向他砍了一劍，再踢下懸崖，最後被自己的炸彈炸死。
阿米托絲・阿米狄基
赫爾曼第三軍的中隊長，以軍人風骨自居的強悍女性。
《Quest》奉命參與襲擊卡拉族的侵攻作戰，被蘭斯打敗後蘭斯企圖性侵她，她以控制肌肉鎖住下陰而未能得逞。帕斯特爾施展專殺男性的咒術衝擊波時因為是女性緣故不在咒術效果內，成了參與侵攻作戰的第三軍成員唯一生還者。
《IX》對米涅芭種種劣行反感，企圖告發時，遭巴修逮入地牢遭受種種殘酷拷問峻刑，爾後為蘭斯與革命軍救出後加入革命軍行伍，革命成功後擔任赫爾曼共和國軍第一軍將軍。
托瑪‧立頓
赫爾曼第三軍前將軍，身軀壯碩，即使是在身體較他國人民健壯的赫爾曼人中，也足以被稱作巨漢的重騎士。在利薩斯侵略作戰時擔任實戰指揮官，由於與巴頓遭到魔人背叛，孤立無援，敗於利薩斯解放軍，被蘭斯斬殺。生前與摯友雷路克夫合稱赫爾曼軍的大黑柱。
曾將巴頓寄託給漢蒂，請她段練巴頓的武技；同時向巴頓介紹阿里斯特雷斯及當時被稱做神童的兒子修伯特，三人成為了童年玩伴。
托瑪是大陸上著名的將領與強者，在赫爾曼境內有非常高的人望，是赫爾曼軍的精神支柱。為人冷靜沉著，律己以嚴，待人以寬，時常衝上作戰前線，受到士兵們的尊敬。但也因此成了史提瑟與帕梅拉最大的政治對手，實際上托瑪的死就是史提瑟的陰謀。

#### 第四軍
駐守於赫爾曼南部各城，以抵抗外敵侵略，兵力五萬。原任第四軍將軍為尼祿・夏培特七世，被蘭斯與革命軍殲滅大部分，克里姆與少數舊部加入革命軍行伍，革命後尚未重建。
尼祿・加培特七世
赫爾曼第四軍將軍，遵從騎士道，要求與對手在戰場上堂堂正正交鋒。
名門子弟，雖然家世顯赫，但治軍無能，以至於讓第四軍成為赫爾曼最弱部隊，後來在巴頓所率的革命軍擊敗第四軍後，大受打擊導致精神崩潰。最後在自己的居城意圖放火自盡，被僱用的JAPAN傭兵戰姬一刀殺死。第四軍就此滅亡。
克里姆・加諾布雷
赫爾曼第四軍副官，智將，擁有大陸第三高的作戰成功率（77%）。
對於尼祿的無能感到厭煩，讓她認為赫爾曼軍已經沒希望，後來在防守革命軍攻勢的時候，在城牆上看到巴頓的身影，便決定背叛尼祿而投靠巴頓，更招攬了不少舊部屬加入革命軍。
革命成功後，擔任赫爾曼共和國軍總參謀長，並且拜真田透琳為師。

#### 第五軍
沒有主要任務的游擊隊，兵力一萬。原任第五軍將軍為勞力士・加德拉，革命後依然在任。
勞力士・加德拉
赫爾曼第五軍將軍，赫爾曼軍中首屈一指的劍豪，巴頓將其與修伯特、利克並列大陸上的強者。
大陸上少數二刀流劍術的高手。自從愛妻莉露·加德拉逝世後，平時沉溺酒精與女人來麻醉自己。
《IX》曾和利薩斯的蕾拉交手過並擊敗她，但後來單挑利克卻敗北，因此勞力士事後盡量避免和革命軍交戰。某一天和尋找物資的蘭斯不期而遇，兩人單挑之後，很欣賞兰斯，在守城的時候，史提瑟把假希拉交給他，要第五軍徹底堅守，但被他發現希拉是假的，認為自己的軍隊不受尊重而棄城逃走，後來得知米涅芭使用祖先(妻子)墓碑砌城牆，一氣之下直接前往首都找她算帳，但被殺的全軍覆沒，自己也暈過去被奧爾奧雷拖走，逃亡途中巧遇革命軍，最後和巴頓相談之下決定加入革命軍。革命成功後和修伯特聯手重組赫爾曼軍。
奧爾奧雷・札・薩德
赫爾曼第五軍副官，身手靈活輕盈的男性，長像和絕招都是源自於動畫魯邦三世。
卡秋莎・博修
赫爾曼第五軍的會計師，與添茶女侍索露妮亞·賓士結為朋友。
利用勞力士的職權代理主持第五軍的事務。

#### 十字軍·警備隊
歐爾航德・多克多古
赫爾曼評議會成員之一，同時也是赫爾曼第六軍・十字軍將軍。雖然是軍人，但並沒有愛國心，反而將心力投注在研究上。
路貝嵐・薩爾
赫爾曼遺跡警備隊隊長，梅利姆・薩爾的姊姊，負責守備古代遺跡（古代の遺跡）。
《Quest》、《IX》為赫爾曼都市警備隊隊長，負責在街道上巡邏取締犯罪者的警察工作。

### 巴頓派·革命軍
巴頓‧赫爾曼（Patton Helman）
原本為赫爾曼帝國的皇太子，因為母親是妾，加上皇后帕梅拉生了公主希拉，使得巴頓的繼承權受到威脅，進而因皇后派的策略與迫害而被迫流亡於國外，也因而失去繼承權，因此使用母親的姓氏改稱巴頓‧米斯納爾基（Patton Misnarge）。
在擔任皇太子期間是個狂妄無能的人，被蘭斯擊敗、加上失去帝國繼承權不得不流亡異鄉後痛改前非，開始修行格鬥技而變得穩重自信，之後為提升自己實力而四處流浪進行修行。
《VI》中被羈押在賽斯地下奴隸營，與魔法師的實驗怪物進行戰鬥。帮助过兰斯，之後被奉命執行營救任務的蘭斯所救，而跟隨其一起行動。之後瞭解到蘭斯正是過去大破自己軍隊的手持黑劍的劍士，並認為蘭斯是與眾不同的人物，決定留在其身邊繼續觀察學習。
《IX》和蘭斯聯手在赫爾曼發動革命，最後成功加冕為皇帝，但當上皇帝之後直接把皇冠捏爛，宣告赫爾曼帝國滅亡，成立赫爾曼共和國，把權力交給妹妹希拉，事後決定和漢蒂到各地確認教團遺產是否對世界還會有影響，雲遊四海去了。
修伯特‧立頓（Hubert Lipton）
巴頓的兒時玩伴，也是巴頓最好的朋友兼助理。父親為《Ⅲ》死於蘭斯的劍下的名將托瑪。，知道蘭斯是殺父仇人，但認為戰死沙場是軍人的光榮，所以並不恨蘭斯。
具有極優的劍術天分。持有父親從JAPAN帶回的妖刀「不知火」，能隨自己的情緒而有不同的破壞力，當弗利克被史提瑟派來的鬥將打成重傷時，徹底憤怒的修伯特將不知火的威力揮極致，一刀將鬥將砍成兩半（不知火毁损）。
革命成功後，擔任赫爾曼共和國軍總司令兼第三軍將軍。
漢蒂‧卡拉（Hanty Kalar）
傳說中「黑髮的卡拉」，帶著許多謎團。前赫爾曼國評議員，屬巴頓派系。漢蒂是巴頓的乳母以及保護者，也是有著夥伴、姊弟般的感情的戀人。
漢蒂是弗利克、修伯特的父親托瑪，以及巴頓母親的朋友。
是目前大陸上最強的魔法師，不僅能夠使用Lv3的魔法，也精通劍術。其等級在除去魔人的大陸上的生物之中排名第一，才能界限則僅次於蘭斯跟美樹，可以說是大陸屈指可數的強者。儘管實力強大，由於無法打破無敵結界，因此無法擊倒魔人。習有魔封印結界，可用於封印魔人，不過對上級魔人並無效果。
漢蒂於額頭前的為尚代表卡拉尚無性經驗的紅色，蘭斯因而推斷漢蒂尚無性經驗。但實際上漢蒂與一般的卡拉不同，是上一個世代的「龍族卡拉」，因此不適用這樣的判斷。
弗利克‧帕拉芬（Freak Parafin）
前赫爾曼國評議員，是一位具有以青銅打造之軀體的老魔法師。原本為聖魔教團五人眾之一，為現存最後的魔鐵匠，也是鬥神奧米加的本體。是少數讓蘭斯留下深刻印象的人物，被蘭斯稱為「機械爺爺」。
與漢蒂一同擊敗過 M.M路恩終結聖魔教團。原本是聖魔教團M.M路恩的導師，也是當初開導M.M路恩讓其出頭的恩師。
《IX》負責操縱浮游要塞飛向赫爾曼各地，但後來為了保護希拉而被史提瑟派來的鬥將打壞動力核，後來不治死亡。
梅爾西‧阿加
《IX》是從事革命軍支援隊的少女，負責住所兵站設營布置、物資運給、強襲部隊後方支援等事務。
霍特夫‧托卡列夫
長相與巴頓離國前樣貌相似的普通人。留守革命軍本營協助擔當巴頓的替身。

### 其他
阿爾卡涅澤‧萊茲
原本是赫爾曼領地內的盜賊團的首領，在蘭斯尋找「LV35以上的強悍女子」旅途相中使計與赫爾曼士兵交戰疲憊時性侵得逞，此後以蘭斯的小弟自居跟隨蘭斯加入冒險隊伍。《QUEST》後成為某化妝品公司的代言人，小有成就。
艾蕾娜‧福拉瓦
原本是赫爾曼領內的賣花女，《IX》中因为吸血锤的诅咒（要求处女），成為花之傭兵團首領的少女。
安娜澤‧康斯霍拉
住在赫爾曼某個寒村的村娘少女，受兰斯“帮助”后搬走，再次受到兰斯“帮助”。
裴莉娜‧米斯納爾基
雅美萊‧巴克夫
魯卡‧路恩（M・M ルーカ・ルーン）
本名魯卡‧路恩。魔法使的象徵(Magic‧Master)被稱為人類史上最強的魔法使。聖魔教團五人眾領導，人類第一次統一聖魔教團的創始者。
統一人類後的聖魔教團，向神所指定的人類之敵「魔王」及其屬下「魔人」挑起了戰爭。動用強力魔法兵器(鬥神、鬥將、鬥神都市、聖骸、鐵兵之類)並持續進行了30年以上的戰爭。
終因疲於戰爭的非魔法使們所發動的反亂而步入滅亡。當路恩對反亂感到憤怒以致於陷入瘋狂。發狂的路恩在魔都德納‧路卡地下對剩餘的教團遺產下達最後一道命令抹殺人類。
最後被弗利克與漢蒂結束了生命，Magic‧Master象徵的時代結束。
在《IX》中擔任最終BOSS，會在最後一關中首都朗古‧堡地下發現鬥神MM，蘭斯手中的卡奧斯與巴頓身上的匣子(路恩的靈魂)會導致鬥神MM啟動。

## 賽斯王國

### 國王側近
拉格納洛克阿克‧斯帕‧甘地（Ragnarockark Super Gangge）
在40歲時就任國王。對於國情具有深刻的改革意識，並以實力主義選出了四天王。但是由於未能打倒守舊派，因此改革只進行了一半而陷入了原地踏步的狀態。
不論魔力、體力，或是腕力都很強，但由於經常靠著直覺和感情行事，因此未能打倒狡猾的守舊派。
因為很少以國王的身分出現在公開場合，因此並沒有很多人知道他的真實面貌。平時以「征討的水戶」私下行動，打倒惡人，並尋找著能夠拯救世界的勇者。因此他也被稱為「流浪王」。
在《Ⅵ》的馬奇諾要塞潛入作戰中，以“作戰中取得最大戰功的人就能繼任國王”為條件，招募眾勇士組成了突擊敢死隊。雖然蘭斯取得了最大戰功，但是沒有出席加冕儀式，因此其作為代理國王繼續執政，並在戰後擔任了抵抗組織「冰炎」（アイスフレーム）的領導者，並從國家的機密預算中撥出一部分當組織的營運費用，對那些試圖復興魔法帝國而興風作浪的原貴族,以及對無辜的魔法師實行恐怖行動的二級市民,實行「天誅」。
很受女性歡迎，掛念在畢業試煉中失蹤的莉茲娜學姐。
在遊戲中多以其姓氏「甘地」（ガンジー）作為稱呼。
薰‧昆西‧神樂
甘地的近衛之一，世代擔任賽斯國王警衛的昆西家的女兒，10岁時在賽斯應用學校畢業之後，12歲時前往JAPAN留學。曾在天神神樂下學習過天然武神流的古代柔術，得到真傳之後獲得使用神樂之名的資格。
性格上沉著冷靜，外表平靜而內心剛強，擁有超出年齡的判斷能力與行動力。極為敬仰與熱愛國王，對其命令無條件執行。
在《Ⅵ》中，遵照甘地的命令，作為密探加入了冰炎刺探其內情，并擔任了蘭斯所率領的綠隊的副隊長。由於在瑪吉珂的綁架計畫實行至一半的時候極力阻止，被識破了身份，之後被關押了起來進行“拷問”。於魔軍侵攻之後被蘭斯釋放。
初體驗對象是甘地。在床上的時候，微笑著將頑皮的蘭斯想像為了年輕時的甘地王。床技高明，能將蘭斯玩弄於掌心之中。
最為珍視從甘地那裡得到的三樣東西，一是身為女人的幸福，二是一直隨身攜帶的香袋，三是一把屬於王室之寶的居合刀。
維琦逹‧斯凱特（ウィチタ・スケート）
甘地國王的近衛之一，世代擔任賽斯國王警衛的斯凱特家的女兒。 維琦逹為薰的好友，同樣是國王忠實的部下。現為學生，為公主瑪吉珂的同學。
維琦逹本想將初夜獻給甘地，卻被蘭斯奪走了處女。
在遊戲系列中的職業是比較稀少的魔法劍士。
莉茲娜‧蘭弗畢特（リズナ・ランフビット，Rizna Lanfebit）
出生於賽斯的中流家庭，被家人非常珍視，過著大門不出二門不邁的千金小姐的生活。13歲的時候進入賽斯應用學校學習，因為成績優秀擔任了學生會的會長。經常照顧小自己一年的甘地學弟，由於那時候的習慣，如今依然經常稱呼甘地王為王子。
15歲參加學校的畢業試驗的時候，被騙而被傳送至了玄武城。，莉茲娜被騙成為了原本城裡居住者的替代品留在了城中。20歲的時候被迷路而至的一對放羊兄弟奪走了處女後，依舊被一個人留在了城裡。之後數次有人來訪，在23年間，莉茲娜屢次被騙，被調教成了肉奴隸的體質，甚至有過被強行毆打至流產的經歷。遇到了名為景勝的迷你哈尼之後與其成為了朋友，內心的創傷逐漸恢復，並從景勝那里學習了刀法。《VI》中景勝贈與莉茲娜自己的愛刀“薙刀”，用以斬除欺騙莉茲娜的人。
LP0002年，也就是莉茲娜47歲的時候，蘭斯來到了玄武城，最終解救了莉茲娜，事件過後莉茲娜愛上了蘭斯。
性格上非常容易受騙，是個什麽都相信的天然娘。
本人對於自己淫亂的體質感到十分苦惱，非常希望能夠治療，目前依靠特殊的藥進行抑制。
因為小時候與甘地王在玩耍的時候常被甘地王用魔法攻擊，所以對於魔法有較高的防禦力。在《Ⅵ》中，哈尼王以魔法完全防禦的能力作為特別的禮物送給她，因此任何魔法攻擊對她都無效。
《QUEST》後日谈中成為魔人，釋放H資訊素的體味，普通人靠近會很快壞掉，非常危險的存在。

### 賽斯四天王
山田千鶴子
在甘地王改革之後以實力選拔出來的四天王，負責管理「王者之塔」。千鶴子是四天王之首，也是之中唯一一名擅長內政事務的管理者。
甘地王在外流浪的時候，由千鶴子負責國家內政。因為其他的四天王對國家政務沒有興趣，因此千鶴子必須經常與各種腐敗且狡猾的長官孤軍奮戰。
是《Ⅵ》中的四天王裡面真正理智且可靠的人，性格上較為嚴厲。
烏露纱與喬喬曼上任新的四天王之後，協助分擔部分政務讓她些許輕鬆不少。
會使用高難度的情報魔法，能夠如同計算機一樣迅速處理大量情報。並不是特別擅長攻擊魔法，會使用的最強攻擊魔法之一「黑色破壞光線」。非常討厭別人以山田稱呼她，任何人這麼叫她都會被她用黑色破壞光線粉碎。
喜歡甘地但並沒對他告白。幫助甘地籌集活動資金的幕後人士。
徒弟艾妮絲（アニス・沢渡）是世界上最強的魔法師（魔法Lv3），能使用Lv3的魔法。
《鬼畜王》中的性格較為冷血，曾將奴隸士兵作為炸彈使用。
瑪吉珂‧澤‧甘地（Magic The Gangge）
甘地國王唯一的女兒，為賽斯的公主，賽斯四天王之一，負責管理「彈倉之塔」。在校學習成績數一數二，有著極強的魔法實力，是少數會使用超強魔法「白色破壞光線」的魔法師之一。曾經誤以為失身於蘭斯（與蘭斯和莉亞同床時），而對蘭斯有著複雜的情感。最後依然被蘭斯奪走處女，決心將蘭斯教育成真正的紳士，與利薩斯的莉亞是情敵關係。
作為賽斯國策，參與拍攝了「賽斯美女‧美少女圖鑑」，本人對此感到很難為情。
曾與賽斯四將軍之一的艾力克斯（アレックス・ヴァルス）是戀人關係。
在《鬼畜王》中的造型與設定不同於與本篇，原本造型則改為本篇中瑪吉珂的母親，不過這個設定並沒有出現在遊戲之中。
烏魯澤‧普拉納艾斯
現任賽斯四天王之一，以打破賽斯階級制度為目標的抵抗組織「冰炎」的前領導人，是個文武雙全並果斷的女性。
由於情報洩露（阿鲁贝特的测试）導致的一次平民救出作戰行動的失敗，使得她失去了所有的家人，自身也受到了極大的傷害，被迫依靠輪椅行動（心理障碍）。之後被以找女人為目的而加入組織的蘭斯侵犯後喪失處女，由於沒有求生意志，並且不想波及同伴，默默承受了一切，冰炎實質上成為了蘭斯所掌控的組織。魔軍侵攻之後，她認為這是自己的軟弱所導致的，內心十分自責。在冰炎受到攻擊的時候，長年陪伴著她的長者，同時也是冰炎的參謀以及烏魯澤私人醫生的丹尼爾（ダニエル・セフティ）爲了保護烏魯澤而在她面前死去。烏魯澤在丹尼爾死前答應他會活下去，內心燃起了再戰的意志並站了起來，且解救了正遭受魔軍威脅的孤兒院。之後她再度回到了戰場，以二級市民代表的身份，參加了賽斯解放作戰行動。
在賽斯重建之後，由於所建功績巨大，被任命為了新的四天王之一，負責管理「跳躍之塔」，并與山田千鶴子成為了好友。在《戰國》中，作為蘭斯要求而被賽斯派來的援軍來到JAPAN，順便測試魔法電話，不過也帶有軍事偵察的目的。
《QUEST》中獲得強制的長期休假，而加入蘭斯的冒險團。
由於與蘭斯做愛次數非常多，因此才能界限非常之高。在《戰國》裡是戰鬥能力數一數二的軍師角色。
娜姬‧斯‧拉卡魯（ナギ・ス・ラガール，Nagi su Ragarl）
原賽斯四天王之一，「日耀之塔」的原管理者，志津香同母異父的妹妹，父親為志津香的殺父仇人。
被父親以最強魔法師為目標，作為除掉魔想的孩子（志津香）的工具而進行培養，接受英才教育與肉體改造，服用魔力增強劑等手段進行強化而擁有強大的魔力。
對父親懷有盲目的愛意與信任，並有肉體上的關係，將其視為自己生存的意義，從小被灌輸了魔想的孩子是生命中的唯一宿敵的念頭。然而其父親在看到魔想志津香的照片之後卻改變了念頭，想要將她收為養女，娜姬的生存意義由此被徹底粉碎乃至於心靈崩壞。爲了獨佔父親，她將父親的身體破壞，并將其頭顱連著的一小塊身體置於培養液中維續生命。擊敗了爲了報兩親之仇而上門的志津香之後，娜姬在父親面前對志津香進行了凌辱，然而最終志津香被蘭斯所救，父親也在她眼前被殺。她將失去所愛的恨都歸咎於志津香，發誓要向她復仇，威脅將她所珍視的任何東西在她眼前奪走。
在賽斯崩壞事件之後，由於表明沒有政治意向，被解除了四天王的職務。行蹤成謎。
娜姬原本預定於《Ⅱ》登場，但因劇情縮編所以只有登場於封面上。遊戲中則最早出現於《鬼畜王》。
目前等級(65)在人類當中是最高位。
《VI》之後動向：
為了追求能擊敗志津香的壓倒性力量而前往魔物界修練魔法能力，被魔物集團追擊途中掉落懸崖下傷及頭部而喪失記憶，數日後為凱瑟爾林克收留成為見習女僕，恢復記憶後便離開魔物界。
找到芭芭雅幫忙對自己身體進行與魔獸合成改造而獲得『魔獸化』力量，但好一段時間受到合成後的排斥反應所苦，爾後並以此力量數度向志津香挑戰，但志津香起經常迴避她的挑戰，以迷宮陷阱引誘志津香進入轉移地圖魔法偶然傳送到JAPAN。
得知志津香健在後，引用拉卡爾遺留的強化技術轉用在魔獸化將自己改造成『超魔獸化』，實驗中承受數十倍強烈排斥反應而昏厥，後來在病床上恢復意識，對自己改造後的力量感到滿意便在出病院後踏上尋找志津香復仇的路途。
《IX》再度登場，为了履行夺走志津香最重要的东西这诺言而对玛利亚进行追杀，后把兰斯误认为志津香的恋人后转为追杀兰斯。在黑尔曼决战期间绑架了兰斯并引出志津香打算进行自己身体崩溃前的最后一战。被兰斯以及志津香打败后的弥留之际，娜姬终于在志津香的宽容与关爱下获得了不曾真正拥有过的温暖，姐妹俩冰释前嫌，最后志津香使用肉体分离之法使志津香的肉体一分为二，令娜姬支离破碎的身体獲得重生，代价是两人的肉体都倒退回十岁左右的年龄并且娜姬失去了之前的记忆。赫尔曼革命成功后，与玛利亚，志津香一起回到加斯塔姆镇居住。
芭芭雅‧桑瓦（パパイア・サーバー，Papaya Saver）
原賽斯四天王之一。獲得禁忌的魔道書（阿鲁贝特的测试）之後性情大變，成為研究禁忌魔道書的瘋狂魔道追求者。对魔物炸弹的制作者。后期有摆脱魔道书控制的倾向，兰斯在千鹤子的委托下，消除了魔道书的内容，摆脱了控制。
芭芭雅是四天王中唯一的巨乳。
離開四天王之後，芭芭雅待在魔道研究院從事魔導書研究員。
喬喬曼‧帕普利（チョチョマン・パブリ）
新任賽斯四天王之一，代替不在的娜姬管理「日耀之塔」。
帕普利為出身民家的普通人，精通政治經濟的實力家。

### 賽斯四將軍
卡維翰·德·萊特寧（カバッハーン・ザ・ライトニング，Kavahuan the Lightning）
雷之魔法團隊長。駐防以琥珀城為中心的賽斯王國南部的歷戰名將。雖年屆高齡，實力仍然強健。
擅長運用雷系魔法，素有「雷帝」外號。
艾力克斯·瓦爾斯（アレックス・ヴァルス，Alex Valse）
光之魔法團隊長。是位年輕的將軍，出身於與王家相關的名門，為瑪吉珂的家庭老師與前未婚夫。
實力與能力皆強，並受到蘭斯的認同。為瑪吉珂的事而向蘭斯單挑，但失敗了。
賽亞斯·克勞恩（サイアス・クラウン，Saytth Cruwn）
炎之魔法團隊長。是個只顧自己喜好的浮華花美男。
出身自賽斯高貴家族·克勞沃家，與前金融長官茲魯基·克勞恩（ズルキ・クラウン）是親戚。
將艾力克斯當做弟弟般看待，並且傾心烏絲琵菈。
烏絲琵菈·真冬（ウスピラ・真冬，Usphrah Shintoh）
冰之魔法團隊長。沉著冷靜性格是因為心中源自於過去的不幸遭遇所造成的絕望感。常用奇妙的理由拒絕賽亞斯的求婚。

### 冰炎
拉格納洛克阿克‧斯帕‧甘地（Ragnarockark）
現任組織領導人。詳參拉格納洛克阿克‧斯帕‧甘地條目。
烏魯澤‧普拉納艾斯
原組織領導人。詳參烏魯澤‧普拉納艾斯條目。
薰‧昆西‧神樂
詳參薰‧昆西‧神樂條目。
洛基·斑科
《VI》中在地下奴隸營被蘭斯救下的男人，稱呼蘭斯為“蘭斯大人”。常有遭遇奇事（跌落山崖、遭遇怪人等）而提升才能界限的經歷。年紀不大卻有一副大叔的面容，《QUEST》中大家對於洛基只有十六歲的事實而大感震驚。
薩納琪亞

### 五芒星（ペンタゴン）
原领导人 涅尔松
继领导人 伊丽莎白·莱克库
原五芒星高级干部。
在遭受悲惨的背叛后被兰斯所救，但精神失常。

### 其他
艾羅比嘉·喵珂
魔法博物館館長，在《X》時與艾力克斯訂婚

## 自由都市

### 加斯塔姆鎮
魔想志津香（まそう しずか）（聲優：橘まお（蘭斯03））
住在卡斯塔姆街（カスタムの街）的魔法師，是卡斯塔姆四魔女的首領。擁有成為最強魔法師的素質，是個天才魔法師。出生在一個魔法師家庭，原本過著幸福的生活。4歲的時候，父親被名為拉卡爾的魔法師殺害，母親則被其奪走。成為孤兒之後，由老魔法師拉吉西斯（ラギシス・クライハウゼン）養大。爲了復仇，志津香成為了拉吉西斯的弟子。之後，由於實力最強，成為了卡斯塔姆四魔女的首領。隨後察覺到拉吉西斯在畢業儀式上所贈送的戒指是個陰謀：戒指不僅是魔力增幅器，同時還會操縱使用者的精神並吸取其魔力。之後志津香與瑪麗亞（マリア），米露（ミル），艾蕾諾亞（エレノア）打倒了拉吉西斯。與其他幾名魔女不同，她是唯一一個依靠自身力量支配了戒指的使用者，並且通過設下結界捕捉鎮上的女子，計畫通過戒指來使用女子的能源以發動時空轉移魔法，回到過去阻止父親被殺。但是由於蘭斯介入的關係，該計畫徹底失敗，處女也被強行奪走，因此與蘭斯關係非常糟糕。儘管自身非常厭惡蘭斯以及其性格，卻是被神所認定的命運之人，兩人之間有著非常詭異的緣分。基本上不信任其他人，除了最好的朋友瑪麗亞為唯一例外。志津香常關心著愛上了蘭斯的瑪麗亞。
瑪麗亞・卡斯塔德（マリア・カスタード，Maria Custard）（聲優：鶴屋春人（蘭斯03））
拉吉西斯收養的養女，卡斯塔姆四魔女之一。原本是擅長水系魔法的魔法師，但由於被戒指奪走了魔力，無法再使用魔法。之後以科學家的身份進行各種研究，開發了包括「鬱金香」（チューリップ）系列在內的許多先進武器。蘭斯是瑪麗亞最愛的人以及初次的對象，但由於希露的關係，她選擇了退出。志津香是她最好的朋友，瑪麗亞常擔心著一心想尋仇的志津香。
艾蕾諾亞・蘭（エレノア・ラン，Elenoa Ran）
拉吉西斯的弟子，卡斯塔姆四魔女中最年長的一名，目前擔任卡斯塔姆鎮的鎮長。在受到戒指的影響的時候性格變得殘忍而淫蕩，實質上則是四魔女中最為老實靦腆的一位，擁有很強的責任心，是个嚴以律己、寬以待人的温柔女孩。擅長使用幻覺魔法，劍術也很厲害，是大陸上知名的魔法戰士。與其他三名魔女均為好友。
米露・約克斯（ミル・ヨークス，Mill Yorks）（聲優：御苑生メイ（蘭斯03））
拉吉西斯的弟子，卡斯塔姆四魔女之一，年紀是四魔女中最小的少女，但以魔法變成成熟美人型態，精通幻獸魔法。是米莉的妹妹，兩人的感情非常深厚。與其他幾名魔女一起打倒拉吉西斯，卡斯塔姆鎮整體陷入地下之後，米露將自己隔離在了迷宮之中。使用幻獸擊退前來解決事件的蘭斯一行人後，被再次襲來的蘭斯用姊姊作為人質進行威脅的鬼畜作戰所擊敗，并被奪走了處女，消去了戒指的影響，由成熟美人的外表恢復了原本孩子的樣貌。事件過後與姊姊一起開了一家藥店，不過由於姊姊經常出門，大部份時候是自己一人獨守店面。擁有如同小孩子一般反復無常的性格，但卻非常熱愛家人，為其不惜犧牲自己。此外，因為蘭斯是初次的對象而喜歡上了他。
米莉・約克斯（ミリ・ヨークス，Milli Yorks）（聲優：七ヶ瀬輪（蘭斯03））
米露的姊姊，是一名說話喜歡以「俺」自稱、擁有男子漢性格的女性。目前與妹妹米露在卡斯塔姆鎮經營藥店，在需要的時候會負責指揮卡斯塔姆的實戰部隊。不論男女都喜歡，是個雙性戀者，比蘭斯還好色，即使是蘭斯也不敵她。蘭斯可能因此感到輸她一籌，所以米莉是蘭斯唯一不喜歡與其做愛的美人。目前沒有特定的性夥伴，自由的玩弄著各種各樣可愛的女孩與好男人。平時看起來輕浮，卻是内裏堅強的人，一直代替去世的雙親盡著照顧米露的責任，兩人平時的飯菜也都由她料理，是個看起來很麻煩骨子卻很好的姊姊類型。最終因罹患不治之病於23歲逝世。

### 科潘帝國
科潘冬‧多特（コパンドン・ドット）
多特商會的會長以及科潘帝國（コパ帝国）的總帥，出身於自由都市波鲁加路(ポルトガル)的神社。在5歲開始學習抽神簽，8歲時候使用神簽對自己的運勢進行了禁忌的占卜，得到結果為「兇」，由於不願承認這個結果，將該簽改為了「大吉」。爲了探尋命運中的男人，科潘冬來到利薩斯並且相識了巴德，發現使用神籤對巴德的占卜結果雖然是「大吉」，實際上卻是多年前自己所塗改的「兇」，而蘭斯才是真正的「大吉」。之後便離開了巴德而跟著蘭斯，為了得到蘭斯的心，將初夜也交給了蘭斯，但最後還是無法獨佔蘭斯。蘭斯曾對開玩笑說買下他要1兆億G，但她認真拼命賺錢想達成這個目標。具有很強的財運與商業才能，之後買下了自由都市的M樂園（Mランド）、波鲁加路，並且建立蘭斯城「CITY」成立科潘帝國。
幸子‧森塔斯（サチコ＝センターズ）
出身普通貧苦家庭，在伊克拉第二應用學校（イケラ第2応用学校）就讀的女學生。父亲B·森塔斯（バッティング・センターズ）是AL教团圣殿骑士团团长。在春假與朋友去鄰鎮買東西回程途中，遭遇魔物襲擊時，被蘭斯所解救，之後被蘭斯看上而成為冒險伙伴。冒險途中拾獲名為「洋君」的詛咒之盾，職種成為「守衛」（ガード）。手臂上擁有父親賜予的刻印，而可以快速恢復傷痕。如果沒有遇上蘭斯一定會像普通的女孩子一樣走完人生吧……此後也参加了激烈的冒險並作為世界屈指可數的護衛聲名大震 幸運的是基本沒受什麼傷。在蘭斯8中，若最後等級沒達50級，結局劇情裡幸子會放棄冒險，嫁給麵包師傅的兒子。

## JAPAN

### 織田家
織田信長
原為織田家家主，被魔人沙忽略（ザビエル）奪走身體之後死亡（靈魂消滅）。
雖然身體虛弱但具有高超的劍術，尾張之內並無敵手。身為一國之主卻不喜歡經營國家，非常喜歡做丸子，跟香姬一起開了一家丸子店。
非常疼愛自己的妹妹香姬，與蘭斯之間有非常奇妙的友誼，是討厭男性的蘭斯唯一以朋友相稱的男人。
與本篇不同，在《乙女戰記》與《鬼畜王》的設定中，織田信長的設定為魔人信長，性格非常陰險。
織田信長是以同名的戰國武將做為人物的範本。
織田香（香姬）
織田信長之妹，原織田家的公主。遊戲中通常稱呼其為「香姬」。 因為信長身體不好，經常代其處理政務。而在蘭斯成為織田家的幕後掌權者以後，更是將內務完全拋給了香姬跟3G。
在信長死後，決心上戰場討伐魔人時，曾宣告說：「我不想只是躲在他人的庇护之下了，请让我来守护大家吧！」。
擅長絕大數種類的料理，唯獨所做丸子相當異常，大多數人吃後都會中毒而死，被信長稱為「殺人丸子」。
由於自身的不幸遭遇，懷有男性恐懼症，對於除了蘭斯以及3G以外的男性會感到畏懼，尤其是特別是年紀相近的男孩。
在《戰國》結束之後成為JAPAN目前的統治者。
在《鬼畜王》中，香姬的造型與背景設定皆不同於《戰國》。故事中的香姬為魔人信長侵犯人類之後所生的女兒，這個設定在《戰國》中轉用給了黑姬，而黑姬的造型也受到了《鬼畜王》版香姬的影響。
3G
有著三顆頭的電波妖怪，分別代表喜、怒、哀，從前代信長開始，就以家臣的身分服侍織田家，是資歷最長的家老，自從蘭斯成為幕後掌權者後，和香姬一起打理內政，是能者多勞的典範。於《X》隨香姬前往蘭斯城。
柴田勝家
少數留在織田家的家臣之一，身材高大，是個大嗓門，穿著厚重的盔甲，率領著足輕隊上戰場，有著「織田家的鐵壁」美名。典型的蘿莉控，對於蘭斯的女性價值觀非常不屑，後來和亂丸結婚。
亂丸
少數留在織田家的家臣之一，率領武士隊，平時沉默寡言，表面看起來不喜歡男性，其實心裡很嚮往戀愛。喜歡柴田勝家，在勝家意外看到自己的裸體卻被澄清沒興趣時崩潰大哭，後來藉由領養戰地孤兒－豪姬，和勝家結婚。
月光
前任織田忍者隊的隊長，雖然只有一隻手，但是其忍術比忍者王犬飼還強。
前田利家
率領足輕的織田家武將。因為做歌舞伎過了頭而形象大變，改名“前田慶次”，攻防數值上升+3。
明智光秀
織田家的軍師，個性軟弱，後來因被蘭斯欺負而出家，由女兒卡拉夏（玉子）接替他的位子，女兒比他還要有能力（全能力+2）。
丹羽長秀
率領弓兵的織田家武將。
瀧川一益
現任織田家忍者隊隊長，有著百毒不侵的體質，唯一吃香姬的丸子不會有事的人。
玉籤風華
初登場是在織田信長經營的丸子屋，與織田香有交流，身為記憶喪失的戰巫女，受蘭斯不良企圖邀請而成為織田家家將。
本名羽曳野，其實是獻祭給大蛇的巫女，死後成為“大蛇的子嗣”。由於對人間還有留戀，靠著大蛇的鱗片而回到地面，见到大蛇后觉醒记忆，请求兰斯打倒大蛇，後來在蘭斯等人殺掉大蛇之後，安心的昇天成佛。

### 上杉家
上杉謙信
上杉家的家主。JAPAN最強劍士，被人們以「軍神」為尊稱，常常到最前線奮勇殺敵，可以直接殺到敵軍大營砍殺總大將，因此愛慕謙信的女性武將很多。本身對統一JAPAN不感興趣，只想要維持各個諸侯的關係，因此常率兵幫忙被攻擊的諸侯國守城。對蘭斯一見鍾情，之後每看到蘭斯連仗都沒打就跑掉，後來上杉家滅亡後，受到蘭斯的勸誘而加入織田家。
出名的大胃王，一餐要吃1升的米飯，自製的米飯團子也是通常的三倍大，平時也不忘吃各種零食。
《QUEST》因蘭斯邀請加入冒險隊，後來得知蘭斯無法和等級35以下的女性做愛時，直接外出修行，弄到遍體麟傷的回來，此舉讓蘭斯大為感動。故事結束後，為了成為蘭斯的戰力幫助蘭斯，而帶著360個飯團繼續修行。
上杉謙信是以同名的戰國武將做為人物的範本。
《戰國》if路線的女主角之一。
直江愛
上杉家的軍師，但不只是軍事，內政也幾乎是她在打理，雖然勞心勞力，但是對於照顧謙信很樂在其中。
上杉勝子
崇拜謙信的武將之一，戰場上率領足輕隊，本身和虎子是死對頭，個性比較活潑。
《QUEST》中與虎子的最終對決中取得勝利，繼承了上杉家的家督，與虎子的弟弟結婚，過上了幸福美滿的生活。但領地內事件頻發，每天都忙著應付各種各樣的事情。
上杉虎子
崇拜謙信的武將之一，頭上戴有動物耳的裝飾，本身有北條家血統，是位陰陽師，和勝子是死對頭，個性比起勝子稍微內斂。
《QUEST》雖然上杉家的家督被勝子取得了，但利用小姑（弟弟與勝子結婚了）的立場，肆意妄為，旁若無人。勝子遇到危機的時候，雖然嘴上說著真沒辦法啊，但還是會去幫忙的。
上杉縣政
謙信的叔叔，在謙信出外和織田軍交戰時，發動政變奪取國主的位子，本來想和織田家和談，但被蘭斯回絕，最後居城被攻陷而死在蘭斯手上。

### 關東

#### 北條家
北條早雲
北條家的家主，南條蘭的未婚夫。被稱為最強陰陽師，為人仗義、有責任感，個性隨和，深得部下信賴。對戀愛很不拿手，常忙到無法和南條蘭相見，讓蘭常常抓狂。後來在驅魔時遇到苦戰，幸虧蘭斯等人的協助才成功，但是放出使徒戲骸的蘭卻爆炸而死。為了替蘭報仇而加入織田家。最後使用蘭的頭髮虐殺戲骸，實現願望。
《QUEST》收到戲骸復活的消息，來找蘭斯幫忙尋找下落。
南條蘭
早雲的女朋友，將早雲贈送的定婚戒指視為珍寶。個性不服輸且倔強，身上附有使徒戲骸的封印，可以使用其力量。最後在協助早雲驅魔時，放出戲骸攻擊敵人，但此舉讓戲骸復活，蘭因此爆炸而死。
《戰國》if路線的女主角之一。
《X》中在使徒戲骸的對話中可確定已經轉生。
大道寺小松
北條家武將，有著明亮開朗的個性，JAPAN首屈一指的偶像，連粉絲俱樂部都有，常常有粉絲願意幫她打仗。曾表示希望能在一個沒有陰陽師的地方生活。在被蘭斯俘獲後，當著眾FANS的面遭到羞辱，之後失身於蘭斯。

### 近畿·北陸

#### 原家
原昌示
原家家主，長相抱歉且膽小，但是心地善良，對妻子阿樹姬百依百順，因此敗壞國家財政。
阿樹姬
足利超神的“醜陋”妹妹。任性蠻橫的大小姐性格，善於見風使舵。雖然是原昌示的妻子，但僅在新婚之夜做過房事。因為某些原因而依舊是處女之身。被蘭斯俘獲而失身後，被發現其抖M體質。

#### 足利家
足利超神
足利家的家主。非常憎恨織田家，是個不受愛戴的無能家主，自以為自己是美男，其長相連蘭斯都以為是魚妖。其審美觀異于常人。
一休
足利家軍師，能用急智讓場面大逆轉。曾向足利超神諫言殺掉山本太郎。
山本五十六
為了復興山本家而非常努力的女性，擁有長直的黑髮，性格較為溫順內向，重視傳統，是JAPAN屈指可數的強力弓箭手。
因為弟弟太郎被作為人質而成為足利家的武將。在足利家滅亡之後，卻發現太郎早已被害，內心受到了極大的打擊。之後為了山本家的復興，決定要生一個男孩以復興家業，因此進行了很長一段時間的徵婚活動。儘管蘭斯很想跟她發生關係，但卻一直被五十六以蘭斯是來自大陸內部的異人為由拒絕，認為必須找一個日本人作為對象，但最終在蘭斯的各種努力下答應了他。
在if線中，向蘭斯表白，并在蘭斯解開避孕魔法後懷孕。在魔人織田信長（沙忽略）來襲事件中，在臨盆前使用弓箭重創魔人，但遭到反擊而失去左膝以下的部分。JAPAN統一，蘭斯離開，五十六產下了一子，命名為山本亂義。
《QUEST》中在訪問織田家時，3G會提及五十六已經產下蘭斯的孩子。
在《鬼畜王》中為信長手下的武將。因以部下的性命作為要挾，被迫加入了蘭斯，之後若懷孕生子，取名為山本二十一時會喜極而泣。

#### 天志教
性眼
天志教的大僧正，有把死神的鐮刀，曾預知魔人沙忽略會復活，因此日夜不斷修行著。
言裏
《4.1》、《4.2》為了尋找兄長－砲裏為由前往大陸，當時和蘭斯相識，本身很愛好女色，也會搶蘭斯的女人，是個不正經的破戒僧。
三角、四角、圓形妹
服侍性眼的三姊妹，是為了封印魔人的增幅器。

#### 明石家
明石風丸
明石家的年輕家主，由於爸爸和哥哥和毛利家作戰而死，因此年紀輕就被拱上家主位子，雖然舉止之中有大將之風，但還不夠成熟。

#### 伊賀
犬飼
伊賀首領，忍者王。
鈴女
原為伊賀家的女忍者，但在一次奉忍王犬飼的命令去暗殺蘭斯時，由於蘭斯的強運，在身上事先準備的小機關都沒派上用場，而蘭斯由於跟鈴女做愛過後感到很滿足，所以很乾脆的放走了她。隔天鈴女再次來到蘭斯面前時，蘭斯絲毫沒有恐懼，并勸說她跟著自己，因為感覺到蘭斯的性格比較有趣，就離開了伊賀並加入了織田家，平常主要擔任蘭斯的護衛工作。
性格上喜歡有趣的事情，並且不太循規蹈矩，有著特殊的口癖。
戰力上是JAPAN第一的女忍者，是少數具備等級三技能的人物，曾經以百分之百的成功率暗殺了100名以上的重要敵人。在鈴女離開伊賀時，儘管犬飼下令對作為逃忍的鈴女進行追殺，但實際上他認為根本沒有其他忍者能夠殺掉鈴女。
《QUEST》隨著蘭斯到大陸旅行，後來因女忍體質而過逝，死後依然協助蘭斯的冒險，還指導加奈美的忍術。
《QUEST》Magnum後，留下「真是個愉快的人生」字條，便離開了蘭斯城（成佛）。

#### 淺井朝倉家
朝倉義景
淺井朝倉家的家主，本身很擅長政略，從未發動戰爭就擴張不少領土，主張以和平的方式統一JAPAN。底下有許多孩子，通常都是為了政治聯姻，其中非常溺愛女兒雪姬。
雪姬
朝倉家唯一的女兒，被譽為“北國第一美女”。在織田軍入侵時，為了擊退敵軍，而私下與戴著天狗面具的發禁墮山立約：願意成為其妻並奉獻處子之身。但之後發現發禁墮山是受詛咒之人，感到極大的恐懼，而遭到發禁墮山的驅逐。國破之後，當著父親的面遭到蘭斯的侵犯，且被揭露了失身於發禁墮山的事實。隨後借機逃脫，化名“飛雪”並利用自己的美貌遊說各國將領與織田反目，意圖報復蘭斯。在諸國被蘭斯攻破後，不肯放棄復仇執念的雪姬流落四方，最終成為山賊團的性奴，神志不清地度過了餘生。
在故事的另一種（偏純愛路線）發展中，她最終加入了蘭斯手下，並未遭遇悲慘結局。

### 甲信·東海

#### 武田家
真田透琳
武田家的軍師，內政能力也很高，以信玄之名為安定國內盡心盡力。後來武田家滅亡，真田打算為百姓而生，是唯一不願戰死沙場的將士，被俘虜時和蘭斯相談幾句，認為蘭斯有大器而追隨他，搬到兰斯家隔壁。
《Ⅸ》得知革命軍缺少軍師而到赫爾曼尋找蘭斯，之後擔任革命軍的軍師，其中破解浮要塞被包圍的危機，奇襲第一軍的作戰方式，觀察旗號看出第一軍將軍的所在地，皆是他的計畫。
革命成功後成為赫爾曼政治家。

#### 今川家
今川義元
喜歡穿著奇裝異服的今川燒製作人。某次在穿著哈尼的偽裝時，被哈尼们誤認為哈尼王，而被拉去建立國家。被蘭斯所救後，作為營救代價而被迫把女兒“交”給了蘭斯。
沖田望
本身被咳咳病侵蝕的女劍士，雖然身體不好，但是劍術很強。被哈尼們忽悠，而加入新撰組。在新撰組的哈尼被蘭斯打跑後，被織田家接收並醫治好了咳嗽。《QUEST》加入蘭斯的冒險行列。

#### 德川家
徳川家康
體型巨大的狸貓妖，喜愛天婦羅。殺掉了德川的原家主，取而代之成為德川的主人。意圖與武田家一起吞併織田家。在被織田軍破國後，與蘭斯單挑不敵。隨後被妖怪王獨眼流政宗所殺。
戰姬
本名德川千，因個性好戰而有「戰姬」的外號，被徳川家康囚禁於地牢。在織田軍擊破德川家後，被迫失身於蘭斯。加入織田家之後，喜欢战斗的刺激感，要求到最前線感受敵人攻擊，後來一次戰敗被包圍時幸得蘭斯和鈴女救援才撿回一命，因为战斗激烈导致的心跳过快，认为自己爱上了兰斯？！之後個性就稍微收斂。
《Ⅸ》離開JAPAN到赫爾曼擔任第四軍將軍尼祿的保鑣，但尼祿放火自盡不管他人死活的行徑讓她很火大，便一刀將他殺了，最後加入革命軍。
《Ⅸ》真·結局中得知懷上了蘭斯的孩子。在番里之寨逗留想著前往魔人領時被蘭斯用繩子以犯人的形式束縛並牽引回蘭斯城。
輝夜姬
穿著宇宙服，駕駛著UFO來到JAPAN的外星人。希望蘭斯能幫忙收集零件修復UFO。零件收集完成後，被兰斯攻略。UFO修復後，離開JAPAN並向總部彙報JAPAN沒有智慧生命。

### 中國·死國

#### 毛利家
毛利元就
毛利家家主，因為被妖怪詛咒而變成巨人（寿命减少一半），但真面目是位矮小的老爺爺，生性豪爽且好戰，能和手下打成一片，最後因為年老（100岁）過世，但死後沒有昇天成佛，而是成為靈將繼續留在戰場上。
毛利照
毛利家長女，有著美麗的容貌但個性卻像元就好戰，興趣是打掃，《QUEST》在賽斯和蘭斯相遇，後來加入蘭斯的冒險行列，為了要圓元就想要孫子的遺願，常常找蘭斯協助，Magnum後生下蘭斯的孩子，並帶領毛利家的男人在大陸闖蕩，建立黑社會。
吉川菊
毛利家次女，平常神經大條但也很好戰，戰場上率領忍者隊；很會做菜，但還是無法解決香姬只會做殺人丸子的問題，也因此吐槽她改行當忍者比較好。《QUEST》得知妹妹千奴復活，就起身到大陸找姊姊和妹妹團聚。
小早川千奴
毛利家三女，個性比起姊姊們比較端莊，但有毒殺的怪癖，身上有使徒魔導的封印，後來魔導復活導致自己爆炸而死。《QUEST》在戲骸的協助下成功復活，雖然有自己的意識，但是身體冰冷，沒有血液，心臟停止，皮膚沒有任何觸覺，甚至右眼會掉下來，眼睛离体也能视物，喜欢吸食人脑，完全是殭屍的型態。

#### 死國
坂本龍馬
死國眾的領導者，個性乖戾，把夥伴看得比什麼都還重要，由於打從娘胎就遭受詛咒，身體同時有男生女生的特徵。
川之江美禰
讓的姊姊，個性親切也很有包容力，曾經為了追離家出走的弟弟而斷了一隻手。
川之江讓
美禰的弟弟，個性很隨便，為了救姊姊而弄瞎一隻眼睛。
坤
被詛咒纏身的巨漢，身體長出刀刃，雖然長像嚇人，但其實個性很溫柔，和龍馬交情最久，對龍馬來說是像父親一樣的存在，拒绝解除诅咒。

#### 巫女機關
名取
巫女機關的總代，從前也是能吸收男性負面情緒的巫女，是“福器”--和她做爱的對象一定會死亡（除了蘭斯），所以並沒有擔任大蛇的祭品而當上總代。

### 九州
島津義久
島津家長男，同時也是家主，雖喜好女色，但是作戰實力也不惶多讓，為了救出黑姬，和弟弟們打算取蘭斯人頭，結果失敗收場，為了讓弟弟們成功逃走而服下禁藥擋住織田軍，最後死在蘭斯手上。
黑姬（黒姫）
魔人沙忽略二度復活時，姦殺數百位女性成孕、唯一產下存活的女兒。被沙忽略稱為「狂子」。沙忽略二度被封印後，隱遁人類社會生活。
《戰國》中，是島津家的客將，受到島津四兄弟們的保護。沙忽略三度復活時，逼迫島津家交出她。
爾後在父親威迫之下解除禁制妖怪們的封印，造成許多人類慘死。
阿琪蕾塔(アギレダ・コイサブッシ・ゾンナ・アボナ)
戰國蘭斯首次登場 可以捕獲,之後於 蘭斯X -決戰- 有登場。
曾經統治半個九州地區的亞馬遜酋長的第七個孩子,阿琪蕾塔是長女。
亞馬遜部落被島津家擊敗後對島津兄弟懷恨在心，但作為女人已經被淡化了而成為島津勢力的武將。

### 妖怪·東北
梵天丸/獨眼流政宗
第三代妖怪王，是隻妖刀妖怪，曾和前代信長為妖怪大戰劃下休止符。本身對人類的戰爭沒有興趣，只有自己的領地被攻擊才會還手。後來妖怪王國被蘭斯消滅後加入織田家。

### 其他
傾國/八百比丘尼
不斷在JAPAN引起混亂的謎樣美女，身體就算被砍成兩半也不會死。

## 卡拉
帕斯特爾·卡拉（パステル＝カラー，Pastel Kalar）
現任卡拉（カラー）女王，姊妹中排行第三，GI1016年繼位，水晶森林（クリスタルの森）的統治者。
在進行授孕儀式途中，因注射藥物麻醉意識迷朧緣故，被蘭斯趁機性侵成孕生下莉賽特。對蘭斯趁機性侵她的行為感到憤怒，對其施展「限定只能與Lv35以上的強悍女人做愛」的禁慾咒術做為懲罰報復。在多次報復蘭斯失敗、氏族神器被搶奪和赫爾曼帝國入侵事件後，因女王顏面盡失遂試圖在歷代女王的墓地自尋短見，但被祖先的英靈阻止。在蘭斯的幫助下，取回了被芙露奪走的身體，而答應實現蘭斯的一個請求：幫助解除希露永久冰封的詛咒。但是經過嘗試後，表示自己無能為力：解咒比施咒需要更高的能力，而大陸上沒有比魔王更強的生物了。作為補償而解除了蘭斯的禁慾咒術。
《鬼畜王》中的性格與外貌設定與《Quest》有所更改，原人物設定移作為帕斯特爾生母摩達·卡拉所用。
莉賽特·卡拉（リセット＝カラー，Reset Kalar）
蘭斯與帕斯特爾之間所生的女兒。在帕斯特爾懷胎三個月之後出生，因卡拉族的成長特性，出生數月就已成長約3至4歲小孩的體格。最初蘭斯不知道授孕儀式一事，初遇她時曾想將她養育成人再納為己有想法，得知她是親生女兒時最初感到訝異慌張，最後接受女兒事實並打消原本不正經的打算。除了卡拉族特有的水藍髮色，性格與行動舉止與蘭斯有幾分相似。有著能讓人瞬間從消沉中清醒的扇耳光特技。
伊吉絲·卡拉
卡拉森林衛隊的隊長，帕斯特爾的左右手。為了營救被捕獲成為人質的露莉卡（ルリッカ＝カラー）而多次落入人類之手。被蘭斯救下並失去處女之身。之後，蘭斯為了獲知進入卡拉村的方法，又一次用人質戰術將其捕獲。但是為了不洩露秘密，而吃下毒草喪失了近五年的記憶。於是蘭斯對失憶後的伊吉絲灌輸了捏造的記憶：與蘭斯是遭詛咒的戀人。雖然之後隱隱感覺到自己被蘭斯所欺騙，但是又希望能被巧妙的騙下去。
摩達·卡拉
GI0920年繼位的卡拉女王，帕斯特爾·卡拉之母。是一位以鼓勵教育為方針，教導子女的母親。常常和被捕獲的人類美男子約會、喝茶甚至幫助逃跑。一生產下50名後裔，是卡拉族歷史上子嗣最多的女王，所有的孩子都是在處女狀態下懷孕催生的。直到死亡都還是個處女。為了替女兒找回自信，而借用女兒的身體與蘭斯對決。失敗後被蘭斯高超的技巧征服，疑惑女兒為何對蘭斯有所不滿，之後回到了先祖墓地。
比比多·卡拉
GI0810年繼位的卡拉女王，摩達·卡拉之母。與母親截然不同，恪守規則的卡拉女王。為部族制定了諸多條規，包括禁止與人類男性接觸，而使用精子受孕的方法。為了維護卡拉族的絕對秩序，而借用孫女的身體對蘭斯進行討伐。不敵而遭蘭斯“懲罰”，帶著滿足的表情返回了先祖墓地。
芙露·卡拉
GI0715年繼位的卡拉女王，比比多·卡拉之母。史稱“蠻橫的卡拉”。唾棄部族的傳統，放縱欲望，生前有著各種傳說的人物。對子女也是不聞不顧的放養主義。因拒絕轉生，而成為“英靈”（鬼魂）。為了掩蓋事實，而被女兒比比多·卡拉封印在圣母卡乌神殿（マザーカウ，先祖墓地），並謊稱芙露成為守護卡拉村的英靈。在奪取帕斯特爾的身體後，試圖開始新的人生。即使被蘭斯打敗，也依然拒絕交出身體，而遭到鬼畜play，之後歸還身體後離開。

## AL教團
穆拉拉爾（ムーララルー）
AL教團的法王。有著強大人格魅力、無人不被絕對說服的能力。
法王名義上是女神愛麗絲（アリス）的「神之代理人」，實際是四級神蕾妲（レダ）的下僕。
真實身分是杜蘭·杜蘭（デュラン・テュラン），利用本身說服才能誘惑許多女信徒做猥褻行為。
《Quest》中有確認已經死亡的新聞。
庫魯庫．莫普斯（クルックー＝モフス）
AL教團的女神官。對周遭事物冷靜到有如毫無情感起伏的寡默少女。與名為杜羅奇老師(トローチ先生)的獨眼白精靈同行，在世界各地進行除靈與視為破坏世界平衡之物的回收活動。認為與蘭斯同行易於進行回收活動而入伙。
《Quest》中，真實身分為AL教團四司教之一與前法王德蘭之女(デュランの娘)，為法王候補之一。《Magnum》中，經過一番與其他法王候補競爭者阻礙陷害之下，得蘭斯幫助順利當上法王，當上法王之後將先前被她所回收之物一一物歸原主。
此外，跟蘭斯一樣喜好收集貝殼。
在《X》第一部與第二部之間，說服創世神魯德拉薩姆作為自己的孩子體驗這個世界，庫魯庫因此成為第二部主角的母親。成為母親後，庫魯庫的個性變得溫柔許多。
奧茲·托塔斯
AL教團四司教之一，法王候補之一。平時一直面帶微笑，有著優秀的工作態度和政治能力，被稱為“最接近法王的男人”。暗地中有著高超的政治手段，通過受賄和收賄籠絡人心，但在角逐法王大位時中箭落馬，事後受不了打擊而上吊身亡。
米·羅伊德利克
AL教團四司教之一，法王候補之一。隨身攜帶女神Alice的布偶的光頭男子。一直勇往直前，將任何逆境視為女神Alice賦予的考驗。對女神的忠心無人能出其右。
《I》、《01》、《III》、《03》、《Quest》中经常出现在地图中，对兰斯一行人施放回复。
羅雷·安羅恩
AL教團四司教之一，法王候補之一。現年166歲的歷史最高齡教主。乘坐輪椅，並使用生命維持裝置。可以召喚2個イヤシンス照顧生活起居。第四次參加競選法王的角逐，比任何人都希望成為法王，角逐失利之後為了殺死庫魯庫加入引導者，並成了汙染人類，但最後失敗收場，事後靈魂被封印在AL教地下室。
阿姆·伊斯艾爾
第一位女性法王。任職兩個月後失蹤。實為在成為法王見到女神Alice後，瞭解到世界的真相，而決定弑神。暗自招募忠於自己的原神殿騎士，創立引領教。通過向特定人類贈送“靈魂枷鎖”，誘導靈魂污染。自身擁有極強的誘導能力，可以抓住對手內心的弱點，催眠其達到目的。綁架並催眠卡拉女王帕斯特爾協助其計畫。被蘭斯一行人在巴別塔上打敗後，因其靈魂完全污染而無法被真正殺死（靈魂不會回歸於神而進行轉生），封印在AL教地下深處。
光·米·布朗
原是利薩斯王城中帕麗斯學園的學生。由於被王女莉亞誘拐，她的父母向蘭斯所在的冒險者公會發布了尋找愛女的任務。蘭斯接手這個任務後，展開了蘭斯自己的大冒險。最終，蘭斯在公主的別墅地下室中解救出了被玩壞的小光。
《MAGNUM》中再度登場，此時的小光已經是川中島AL教團總部的一名修女。在認出蘭斯就是當年的救命恩人後加入了蘭斯的冒險團隊。在發現蘭斯花心的本性後覺醒了病嬌屬性。
賽爾·卡其戈爾芙（セル＝カーチゴルフ）（聲優：小倉結衣（蘭斯03））
住在自由都市紅町（レッド）的女神官。在《III》的事件之後負責看管魔劍卡奧斯，直到魔劍卡奧斯在《VI》中交給蘭斯。
為了努力讓蘭斯導正心向與便於看管魔劍卡奧斯而跟隨蘭斯。可以對蘭斯進行長達數小時的說教。也是歷史上在蘭斯身邊少有的沒有被破處的角色，但是被引導出了喜歡被玩弄屁眼的屬性。對米·羅伊德利克司教非常崇敬。

## 魔王
托洛斯（
托洛斯魔王之原型，因此不具有日後魔王的壽命、無敵能力，以及對魔人的絕對命令權，所以被一名魔人所殺。目前似乎已從設定移除。
可庫魯可庫魯（ククルククル，Kkulf kkulf ）
圓球族出身的初代魔王，在位2014年，年號為「kuku」。全長4.7公里巨大軀體，歷代魔王當中強度最接近1級神。君臨在世六千年以上，因為年老衰弱被阿維爾刺死，取代魔王身分。
阿維爾（アベル，Avel ）
龍族出身的第二代魔王，在位721年，年號為「AV」。
蘇菈兒（スラル，Ssulal ）
人類女性出身的第三代魔王，在位500年，年號為「SS」。博學多聞，卻是歷代魔王當中最弱，在研究魔王無敵能力過程中導致壽命衰減僅存活500年。
納吉薩（ナイチサ，Nighcisa ）
人類男性出身的第四代魔王，在位960年，年號為「NC」。
吉爾（Gele ）
女性人類出身的第五代魔王，歷代最殘暴的魔王，在位1004年，年號為「GL」。在成為魔王前原本是美麗聰明的賢者，因為忌妒遭受迫害、暴行、拷問、四肢斬斷放置。之後被納吉薩發現，接收魔王的繼承。 由於這一系列事件完全扭曲了吉爾的精神，只剩下憎恨人類的吉爾成為魔王後，在短短一年，摧毀人類的所有國家，然後運行人類養殖場。在《III》中復活，但被蘭斯擊敗。隨後以性交引誘蘭斯，試圖將藍斯一起拖去時空之夾層而被困住，蘭斯則是被前來向他尋仇的光明神（光の神）所救出。在《蘭斯03》中蘭斯拿取卡奧斯時，封印被解開。在最後因長時間封印弱體化，開啟異空間逃走，蘭斯單匹追了上去。吉爾告知在這個空間中，等級會突然的上升，但因人類會強制超過才能界限的關係，認為蘭斯會爆炸而死。之後吉爾與蘭斯(與卡奧斯)的等級急遽上升，到達界限等級的吉爾發現蘭斯沒事覺得很驚訝。最終被打敗，答應與蘭斯性交，覺得蘭斯這個人類很有趣，認為與蘭斯永遠待在這個空間也沒問題，蘭斯也同意了。之後希露打破了空間，一同被困在空間中，當他們注意時吉爾已經消失了。
凱伊（Gi）
人類男性出身的第六代魔王，荷妮特的生父，在位1015年，年號為「GI」。有著善惡兩面人格特性，過去是非常優秀的魔法戰士。在成為魔王之前為吉爾時代的魔人筆頭，因為吉爾不願遵守魔王只能任滿1000年規定，想永遠當魔王，在魔王戰爭中吉爾被凱伊用魔劍卡歐斯重創，並且將她封印在時空之夾層。因為在刺傷吉爾時，淋到了魔王之血，因此成為了第六代魔王。而吉爾只剩下百分之五的魔王之力。依據預言得知下代魔王不是這世界出身的人，於是以召喚魔法將從異世界的來水美樹召來該世界，並不顧來水美樹意願強制繼承魔王資格，隨後在失去魔王之力狀態之下，被持有聖劍·日光的健太郎擊敗殞命。主張解放人類奴隸身分與不侵犯人類立場，其遺言導致魔軍分裂內鬨。
凱伊原本的設定為吸血鬼卓九勒，進入《蘭斯》系列之後才改為現在的設定。
来水美樹（くるす みき）
《被擄走的美樹》（さらわれた美樹ちゃん）與《Little Vampire》的女主角，14歲少女，在位8年，年號為「LP」。被前任魔王凱伊用魔法從異世界「次元3E2」召喚而來，魔王凱伊不理會她的拒絕強制繼承魔王之力。魔人們以「小公主」（リトルプリンセス）稱呼，自身對當魔王一事相當排斥，因為怕酸,一直使用扁實檸檬（ヒラミレモン）來壓抑覺醒。在第二次魔人戰爭結束和健太郎返回故鄉。
蘭斯
第八代魔王，在位15年，年號為「RA」。LP8年第二次魔人戰爭結束後，蘭斯從覺醒邊緣的來水美樹那接受了魔王之血成為魔王，在翔龍山建立アメージング城，率領著魔人薩特拉、荷妮特、希爾基、塞澤爾、哈澤爾、瓦古、雷伊、魔物大元帥學者宣告成立新魔王軍，保持著原來狀態向魔物們下達了禁止侵略人類圈的命令。

## 魔人

### 荷妮特派
荷妮特（ホーネット，Hornet）
魔王凱伊與人類女子所生的女兒，為現任的首席魔人、荷妮特派的首領。凱伊原本將她視為魔王繼承人，並讓她從小接受英才教育等各種培養訓練，且安排莎提拉做為她的兒時玩伴。雖然在魔人之中屬經歷較淺者，但能力出色的。為何凱伊最後沒有選擇荷妮特作為魔王繼承人的原因不明。具有溫和的性格。遵循父親遺言輔佐擁立繼承魔王的來水美樹，續行父親時代對人類友好不侵犯政策，且與反對美樹繼任魔王的凱普利斯派對立。
希爾奇・立托雷增（シルキィ・リトルレーズン，Silky Littleraisin）
魔人四天王之一，荷妮特的心腹。過去是敗於凱伊的人類戰士，以成為凱伊的部下換來了人類的自由。擅長魔物合成的開發技術。
米迦拉斯（メガラス，Megaras）
魔王阿維爾時代轉換成魔人，為第三古老的魔人。以飛速最快見聞的極速魔人，平時沉默寡言。
菈·豪潔爾（ラ・ハウゼル，La Hawzel）
吉爾面見三超神的時候，三超神所贈予給他的天使騎士雙子姊妹之一，姊姊是菈·賽澤爾（ラ・サイゼル），但真實身分為被一分為二的破壞神‧菈·巴茲沃特。一分為二之後，獲得了吉爾的魔血魂而成為魔人。荷妮特派的參謀。性格溫和有禮。具有淑女氣質，所以與有著紳士風度的魔人基克很合得來。
莎提拉（サテラ，Satella）（聲優：北斗南（蘭斯03））
荷妮特的兒時玩伴，蘭斯第一個遇上的魔人。在《III》被魔人之一的諾斯所誘騙，與魔人安塞爾離開了荷妮特，成了被諾斯利用進行吉爾復活的爪牙。
來到利薩斯想打探利薩斯聖武具的下落，遭持有卡奧斯的蘭斯擊敗後逃跑。之後即將被賽爾封印時，但因麾下守衛者伊西斯（イシス）犧牲護主而得以脫身。事件過後回到荷妮特身旁。被荷妮特派去與菈·豪潔爾負責護衛繼承魔王之力的美樹，之後與美樹及健太郎告別。在《Quest》中再次遇見蘭斯，原本想打倒蘭斯一雪前仇，被蘭斯利用其多感症體質反制。之後以抓取BUG為委託條件，與蘭斯進行魚水之歡。

### 凱普利斯派
凱普利斯（ケイブリス，Kayblis）
最強也是最老的魔人，魔人四天王筆頭。初代魔王時代生成的圓球族「利斯」之魔人。性格極為凶暴殘忍，與同樣以殘虐人類為樂的魔人梅杜莎意氣相投。傾心貌美的卡蜜菈，在她面前有時還會語塞。認為繼承魔王之力的來水美樹很弱，企圖殺死美樹讓自己取代成為魔王，因此與主張擁護美樹的荷妮特派對立。魔人四天王之一的凱瑟爾林克並不喜歡他，但基於反對主張人類友好不侵犯政策的荷妮特派，加入凱普利斯派陣線。
卡蜜菈（カミーラ，Kamiera）
魔人四天王之一，第二古老的魔人，龍族唯一的女性。原本是住在龍王·瑪基霍亞（マギーホア）的所在城堡領地，被第二代魔王·阿維爾擄走並轉換成魔人，此舉招致龍王憤怒率領龍族大舉侵攻，阿維爾被擊敗後幽禁，大陸全被龍族壓制，直到創世神派遣天使騎士征討才結束龍族壓制情況。喜歡一切美麗的東西，有著將看上眼的美男子收為使徒做為收集品嗜好，嫌惡外表醜惡的凱普利斯，但因為更討厭荷妮特而加入凱普利斯派。《VI》率領魔軍侵攻賽斯王國，被蘭斯一行人與賽斯王國軍聯手擊敗之後，被封印在賽斯王國的永久地下牢裡。
凱瑟爾林克（ケッセルリンク）
魔人四天王之一，出身卡拉。被魔王蘇菈兒變成魔人之後，性別從女性轉換成男性。部分受到人類迫害的卡拉會到他的領地尋求協助或庇護。雖然是因為討厭人類而加入了凱普利斯派，但在《鬼畜王》裡的台詞看來似乎並不會輕蔑人類。
美杜莎（メディウサ）
在姬露時代成為魔人的蛇小姐。具有迷人的外表，但四肢偶如猛禽一般、陰阜上長有一條大蛇。喜歡虐殺女性人類。

### 其他
雷蒙・C・伯克斯漢姆（レーモン・C・バークスハム，Ramon・C・Barkshum）
魔王凱伊時代的魔軍親衛隊長。是一位飄長白髮與皮膚呈現慘白色、身穿紫色鎧甲與一身劍士風外觀的男性魔人。突然出現在美樹與健太郎面前，發現美樹的魔王之力並未覺醒，因此將她擄走，準備在「邪惡之塔」進行儀式好讓她的力量覺醒，最後遭到趕來阻止的健太郎用魔法道具「紅淚」所引起的洪水擊退。隨後被被躲在一旁的魔人諾斯，趁他不能動的時機所刺，化成魔血魂。麾下使徒茱蓮妲三姊妹之一的露西·茱蓮妲（ルーシー・ジュリエッタ），約200年前幫助過賽斯王國的建國，與賽斯王國頗有淵源。
諾斯（Noce）（聲優：乙参（蘭斯03））
龍族分支地龍出身的魔人，被姬露轉換為魔人，是姬露派的信奉者。為了達成讓姬露復活計畫，而假意加入荷妮特派誘騙莎提拉、安塞爾離反做為爪牙。《III》入侵利薩斯城，破解封印成功讓吉爾復活，仍然遭到蘭斯一行人阻擾擊敗，吉爾再次被封印，自己被打敗化成魔血魂狀態。荷妮特派因為他從中策反成員離反，致使荷妮特派勢力受損，包括失去得力成員之一的安塞爾。LP4年，自己的魔血魂被擁有魔王之力的來水美樹回收而消滅。其後的位置由健太郎所繼承。
沙忽略（ザビエル，Xavier）
納吉薩時代的魔人四天王之一，侵攻JAPAN時被藤原石丸的參謀·月餅封印在四個雕像裡。曾經復活兩次，第一次被早有預備的天志教重新封印，第二次被持有聖刀·日光的勇者打敗再次封印。在《戰國》中，藉由信長的軀體重新復活，企圖率領麾下使徒與魔軍大舉侵攻JAPAN，遭到蘭斯一行人與JAPAN盟聯軍聯合反攻之下擊敗，自己的魔血魂遭美樹回收消滅。
瑪斯索艾
被稱為“奈落之王”，獨自在奈落生活的魔人。推測是由撿到魔血魂的哈尼演變而來，有對魔法免疫的體質。不與魔王或任何魔人往來。在被8282（哈尼的諧音）整除的日子失去了魔人的無敵結界。被蘭斯一行擊敗過一次，但是魔血魂被一隻哈尼搶走而再度復活逃走。

### 使徒
奧羅拉（オーロラ，Aurora）
魔人基克的使徒，原本是女魔物當中的狼人。對基克十分忠心，當做憧憬般的理想對象尊敬。擅長偽裝成各種職業身分，潛入人類社會進行收集情報等諜報工作，有許多假名，較為常見的是扮成郵遞員的「等等力亮子」（等々力亮子）。《VI》當中魔軍成功癱瘓马奇诺防线（マジノライン）的幕後功臣。原本想找回基克的魔血魂以讓主人復活，但魔血魂已被阿貝魯特（アベルト・セフティ）奪去吸收，並以被覆寫。阿貝魯特被蘭斯一行人打敗後，雖然再度拿回魔血魂，卻被薰‧昆西‧神樂取走保管在賽斯王國境內。

## 聖女子魔物
ウエンリーナー
擁有完全再生的特殊能力。在ハピネス藥廠被蘭斯救出後一直保持大人姿態，後來在第二次魔人戰爭中救回蘭斯的性命。
ハウセスナース
擁有暫時提升力量的特殊能力。
ベゼルアイ
擁有引發地震改變地形的特殊能力。由於特殊能力好用而被城主關在沙漠城市香格里拉。
セラクロラス
擁有暫時改變對方年齡與看見過去未來的特殊能力，大人小孩都是相同的姿態。

## 神
魯德拉薩姆
創造這個大陸的創造神。外觀酷似巨大的白色鯨魚、側邊有3枚鰭角、之後每層有12枚翅膀共計72枚。全長2KM超大的巨體、這些全部都是龐大的生命力(魂)的結晶、生著的魂的循環系統的出發點也是終點的超機關，全部生命都是魯德拉薩姆的一部分。
女神ALICE
AL教所信奉的第1級女神，但卻是為世上帶來混亂。
魂管理局クエルプラン
管理世上全部靈魂的第1級女神。

## 註解
1. ↑  有例外，蘭斯曾將貝殼借給莉亞、希露、香姬，甚至當作獎賞給利薩斯軍騎士。
2. ↑  早期作品與《Rance 02》中為"Sil"，又譯為希露或絲露。
3. 1 2  「次元3E2」為一個相當於現實生活的世界。
4. ↑  在原本的設定中，日光為一把小刀。之後設定更改為一把由人類女性武士所變成的武士刀。
5. ↑  部分資料[來源請求]與《Quest》定位為神官戰士
6. ↑  玄武城是魔人沙忽略的使徒玄武以囚禁和華為目的所建的城池，施加了永久保護魔法，使得城裡的最後一名人類無法走出結界，城中的人類不老不死。
7. ↑  《Ⅵ》中，蘭斯在盜賊的老巢發現了莉茲娜，發現她是被以跟邪惡的宇宙人戰鬥的理由騙入夥的。
8. ↑  在《戰國 Rance》中的人物關係為險惡且無法提升。
9. ↑  幻獸是世界上一種不確定的特殊存在，與普通的魔物不同，一般的攻擊手段是無法擊倒的。
10. ↑  根據《蘭斯編年史++》所述，無法確定荷妮特沒有繼承魔王的原因是因為單純運氣不好，或是能力不足。
11. ↑   註: